# Historia del Club Sport Emelec
El equipo de futbol EMELEC jugó sus primeros partidos en el torneo de la Unión Deportiva Comercial de Guayaquil (campeonato de futbol donde solo competían representativos de la banca, industria, comercio y agroindustria). Torneo que se  jugaba desde 1923 en el recién creado estadio Municipal de Puerto Duarte (hoy estadios Ramón Unamuno y diamante Yeyo Úraga). Aquel EMELEC, que estaba constituido por empleados de la Empresa Eléctrica, ganó en 1925 el campeonato de la Unión Deportiva Comercial de Guayaquil.
En 1925 se conformo un equipo de futbol entre empleados y obreros de la empresa eléctrica, apoyado por sus jefes y con el Dr. Alejandro Ponce Elizalde como dirigente del equipo. EMELEC se corona campeón al derrotar al Anglo Asthon y tres días después vence a la selección de la U.D. Comercial por 3-2. 
Club Sport Emelec ya ostentaba un título de fútbol antes de ser fundado oficialmente, debido a que ya existía un Emelec (fundación de hecho), que jugaba los campeonatos de la Unión Deportiva Comercial de Guayaquil. 
El Club Sport Emelec fue fundado en derecho oficialmente por el norteamericano George Capwell que llegó a Guayaquil proveniente de la ciudad cubana de Cienfuegos, para trabajar como superintendente de la Empresa Eléctrica del Ecuador (EMELEC) en 1926. Era un aficionado al deporte, principalmente del béisbol, boxeo y básquetbol. En 1929, a finales del mes de abril decidió formar un club de la empresa debidamente organizado. Convocó a una asamblea y junto con otros deportistas, amigos y empleados de la empresa eléctrica, como Nathan Meyers, Víctor Peñaherrera, Octavio Arbaiza Márquez de la Plata, Francisco Quintero y Rigoberto Alvarado, fundó un club deportivo al que se le puso el nombre de la Empresa Eléctrica del Ecuador: Emelec.
El club fue fundado el 28 de abril de 1929, como consta en el Acta de Fundación de la primera Junta de Socios que se realizó. El club fomento 23 disciplinas deportivas amateurs, algunas de las cuales desaparecieron con el paso de los años. Desde sus inicios el club contaba con equipos de fútbol, natación, béisbol, boxeo, básquetbol y atletismo. Dado que su fundador, George Capwell, tenía predilección por el béisbol, su idea no fue solo formar un club deportivo que se centrara en el fútbol. Poco tiempo después se creó la rama de ese deporte, y el 7 de junio de 1929, el equipo de fútbol de Emelec se afilió a la Federación Deportiva del Guayas. Ingresó a la Serie C, donde debutó el 24 de junio frente a Gimnástico.
El Club Sport Emelec ha sido campeón del Campeonato Ecuatoriano de Fútbol en catorce ocasiones: 1957, 1961, 1965, 1972, 1979, 1988, 1993, 1994, 2001, 2002, 2013, 2014, 2015 y 2017. En quince veces fue subcampeón y en once temporadas alcanzó el tercer lugar.

## George Lewis Capwell y la Empresa Eléctrica del Ecuador Inc.
Los datos presentados a continuación sobre la Historia del Club Sport Emelec, son tomados del Artículo presentado por la Revista Eléctrica. En el año de 1.977 (Época II, año 1- N.º 1). Perteneciente a la Empresa Eléctrica del Ecuador Inc. Y el texto redactado sobre este informe es del Sr. Víctor E. Peñaherrera Encalada (socio 001 de Emelec ) en ese entonces; Secretario General del Directorio del Club Sport Emelec en el año 1.929.
Cuando el que narra esta historia ingreso a la Empresa Eléctrica del Ecuador Inc., el 1 de agosto de 1926, encontró trabajando en el Departamento de la Superintendencia General (Hoy Gerencia de Operaciones), a los Ingenieros norteamericanos George Lewis Capwell, Nathan R. Myers y Kart O`Brien.
El Señor Capwell egresado de la Renselear Politecnic Institute, acostumbrada diariamente, en unión de los profesionales indicados, practicar boxeo aficionado, concurriendo en mi compañía al gimnasio de Manolo Vizcaíno, en ese entonces contiguo al edificio del diario El Universo. Poco tiempo después de esto, y en reciprocidad, los invité a la Asociación de Empleados de Guayaquil para practicar basquetbol. En este lugar participaron en un campeonato interno integrando algunos equipos; y, así, consiguieron relacionarse con elementos deportivos que más tarde iban a rendir admiración y respeto al señor Capwell y compañeros.
En el afán de difundir la práctica de los deportes y conociendo el gran espíritu que animaba a los obreros y empleados de la Empresa, el señor Capwell me encargó organizar torneos internos de fútbol; estos equipos llevaban nombres de unidades o denominaciones usadas en la industria eléctrica tales como: “Watts”, “Kilowats”, “Amperes”, “Ciclos”, etc. Estos torneos se desarrollaron por más de un año ocupando uno de los patios de la Planta Eléctrica, en donde más tarde el personal de la Empresa practicó también Softball, Tenis y Hand Ball, este último, no conocido hasta entonces en el Ecuador y que el señor Capwell se encargó de difundirlo entre los socios del club y personal de la empresa. Para poder continuar los juegos internos de fútbol, la empresa arrendó al Guayaquil Tenis Club una de sus canchas, que se encontraban a pocas cuadras, más al sur de la ciudad, pero cercanas a la planta eléctrica.
Es de recordar las reuniones de fútbol con equipos extranjeros como los “Santa María”, “Santa Isabel”, “Santa Teresa”, etc. De la Grace Line, a los cuales enfrentaba Emelec ocasionalmente midiendo sus conocimientos. También fueron de gran atracción y concurrencia las inolvidables noches de boxeo aficionado que organizaba el club, llegando a constituir un espectáculo que semanalmente esperaba la afición de la ciudad.

## Fundación del Club Sport Emelec
En uno de los últimos días del mes de abril de 1929, el señor Capwell me dijo: “Víctor, ¿Por qué no formamos en la Empresa un Club debidamente organizado, aprovechando del gran fervor deportivos de obreros y empleados?”. Me pidió que entrevistara a todo el personal indicándoles a cada uno la intención de formar un club con el patrocinio de la Empresa, bajo la dirección de los jefes departamentales de la misma. Contagiado con tan brillante idea, mi afirmativa y entusiasta respuesta no se hizo esperar y de inmediato desplegué intensa actividad para cumplir exitosamente la aspiración del señor Capwell. Y fue así, como a la 10 de la mañana del día 28 de abril de 1929 nació el Club Sport Emelec, entidad que mediante la inteligencia, entusiasmo y grandes esfuerzos de hombres como Capwell, Santos, Carlos Rodríguez, Januario Palacios, Teodoro Molina, Eloy Vélez, entre otros y sin poder negar la gran ayuda de la Empresa Eléctrica del Ecuador Inc. A la que pertenecíamos la mayor parte de los que formamos el Club, Emelec ha tenido una intensa y exitosa trayectoria hasta constituirse, sin lugar a dudas en Institución de raigambre, sin lugar a dudas en Institución de raigambre popular en la ciudad y de consideración y estima en el concierto deportivo nacional.
En los inicios de la vida institucional, en Emelec se practicó fútbol, basquetbol, atletismo, béisbol y box aficionado, en competencias internas y en torneos oficiales organizados por la Federación Deportiva del Guayas, habiéndose logrado a través de los años, campeonatos en diferentes deportes que le han dado prestigio a la Institución a nivel nacional e internacional.
A más de los deportes antes enunciados, Emelec empezó a tomar parte en los campeonatos de fútbol profesional que controla la Asociación de Fútbol no aficionado del Guayas, a cuya creación contribuyó mucho, pues uniéndose al movimiento iniciado por todos los clubes que practicaban este deporte, sus dirigentes Enrique Baquerizo y Víctor Peñaherrera en el año de 1.950, gestionaron ante los poderes públicos la creación de este organismo deportivo en Guayaquil para efectos de dirigir y controlar el fútbol rentado en la provincia del Guayas.
Al hablar de fútbol y del Club Sport Emelec, necesariamente hay que dejar aclarado, que anteriormente, existió un equipo de fútbol llamado “Emelec” integrado por obreros y empleados de la Empresa Eléctrica del Ecuador Inc., que participaba anualmente en un campeonato organizado por la Liga Comercial de Fútbol de Guayaquil. Pero este “Emelec” tuvo una vida efímera y nunca constituyó una entidad debidamente organizada y con personería jurídica, ya que, simplemente, cuando llegaba el momento, sus integrantes se reclutaban entre el personal de la empresa y se integraba el cuadro.
Fundado el Club Sport Emelec, sus asociados en gran número, se destacaron en la práctica de la natación, contribuyendo eficientemente a la intensificación de este deporte, el hecho de que, a más de contar con la piscina del Malecón de propiedad Municipal, cuente ya la ciudad con otro local más para sus actividades como era la piscina que la Empresa Eléctrica había construido y que al inaugurarla en 1931, la entregó al Club Sport Emelec para uso de sus asociados y para el personal de trabajadores de la Empresa. Las prácticas de la natación en la piscina ocupada por Emelec y la colaboración de amigos y simpatizantes como Luis Alcívar Elizalde, Ricardo Planas, Carlos Luis Gilbert, Pablo Coello, etc., adquirieron pleno desarrollo en la ciudad, con resultados a corto plazo muy halagadores para el Ecuador pues en el año de 1983, el representativo nacional se coronó Campeón Sudamericano de Natación en Lima - Perú, a donde concurrió con una reducida delegación de deportistas guayaquileños, entre ellos algunos asociados de Emelec.
De seguido, la empresa en su deseo de alentar las actividades de Emelec, y de propender a la distracción y entretenimiento de sus colaboradores, concedió al club una contribución económica mensual para que se ayudara en los gastos propios de la realización de sus fines deportivos.
Emelec no solamente circunscribió su acción institucional puertas adentro, sino que en todo momento en que se requería su concurso, lo dio sin límites. Recuerdo, que por el año de 1930 a solicitud mía cuando desempeñaba la Presidencia del Comité de básquet Ball de la Federación Deportiva del Guayas por ser integrante de la directiva de esa entidad provincial, Emelec cooperó ampliamente para la construcción del Coliseo Huancavilca ofreciendo su Patio de Deportes y su primer equipo de baloncesto, para realizar algunas reuniones a fin de recaudar fondos para esa obra que tuvo feliz realización. Para conocimiento de las nuevas delegaciones de deportistas, cabe resaltar que, a más del señor Capwell que practicaba basquetbol, natación, boxeo, tenis, y hand ball, se destacaron otros, atletas, como el inolvidable Alberto Márquez de la Plata, valioso deportista, Christian Bjarner “la mona” como basquetbolista que formó la selección nacional por varias ocasiones, Eloy Carrillo Aviles y Rufo López Heredia, figuras del boxeo aficionado, y otros tantos que han dado brillo al deporte nacional y local.

### Historia del Acta de Fundación
La existencia del Emelec de 1925 de efímera vida, sirvió de inspiración para la fundación del Club Sport Emelec. Así, cuatro años después (en 1929), retomando la idea y considerando la formación informal de ese equipo de futbol conformado por trabajadores de la Empresa Eléctrica, Capwell forjó desde las entrañas de tierra de la electricidad un club que tenía la energía necesaria para dar luz e iluminar los corazones de una hinchada que siente el torrente de la pasión, circuita pasiones y alumbra sus vivencias con un intenso y apasionado color azul.
El testimonio del periodista Mario Valdez Zeballos. en su libro «Emelec su historia» editado en 1983 describe con exactitud los detalles de la Asamblea de ese 28 de abril de 1929. Cuenta Valdez en su libro que a las 10:15 de la mañana se reunieron junto a Capwell. Walter Jouvín, Octavio Arbaiza, John Burton, José Maldonado, César Alvarado, Julio Mancheno, Agustín Jaramillo, Felipe Morejón, Rigoberto Alvarado, Teodor Molina, Francisco Quintero, Jacinto Morejón, Emilio Morla, Nathan Myers, Carlos Hoeb, Aníbal Santos, Isaac Ordóñez, Julio García y Víctor Peñaherrera, que fue nominado secretario de esa Junta.
Como no podía ser de otra manera, la sesión la presidió Capwell, a quien el recordado periodista Manuel “Chicken” Palacios, lo bautizó como “El Gringo Guayaquileño”, la Asamblea luego de las respectivas deliberaciones, acordó por unanimidad, nombrar al club con el nombre de Emelec, considerando a esta fecha como el de su verdadera fundación, ya que no existían en secretaría documentos que proporcionen datos de su vida de hecho anterior, acto seguido, cuenta el libro de Mario Valdez Zeballos, se procedió a la elección de los miembros del directorio que rigieron los destinos del club en ese año, las votaciones se hicieron bajo el control de los escrutadores Rigoberto Alvarado y el propio George Capwell a quién, en realidad le gustaba el béisbol y no el fútbol que además decía no entenderlo.

### Acta de Fundación del Club Sport Emelec
«A insinuación de los señores George L. Capwell, Víctor E. Peñaherrera y Lauro A. Guerrero V., se verifica la presente junta:

En Guayaquil a 28 de abril de 1929 a las 10 y 15 minutos de la mañana de acuerdo con la convocatoria hecha por el entusiasta deportista Sr. George L. Capwell, se reunieron en Junta General de Asamblea los siguientes deportistas todos pertenecientes a la Empresa Eléctrica del Ecuador Inc.: George L. Capwell que la Preside, Ernesto Jouvín, Octavio Arbaiza Márquez de la Plata, Jhon Burton, José Maldonado, César Alvarado, Julio Mancheno, Agustín Jaramillo, Felipe Morejon, Rigoberto Alvarado, Teodoro Molina, Francisco Quintero, Jacinto Morejon, Emilio Morla M., Nathan Myers, Carlos Hoheb, Aníbal Santos, Isaac Ordóñez y Julio V. García, actuando de Secretario Ad-hoc el Sr. Víctor Peñaherrera, quien en compañía del Sr. George Capwell fueron elegidos por unanimidad para que dirija la Asamblea y para secretario, respectivamente.

El Sr. George L. Capwell expresa el motivo de la reunión y la necesidad de que este día quede definitivamente organizado un Club Deportivo entre los empleados de la Empresa Eléctrica que tendrá el decidido apoyo de los superiores de esta empresa en la realización de los fines que se persigan. Después de oídas muchas expresiones de simpatía de los reunidos algunos de los cuales eran portadores de adhesiones de muchos compañeros de trabajo que se habían visto privados de asistir por varios inconvenientes, se acordó por unanimidad que el Club lleve el mismo nombre de uno que anteriormente existió o sea el de “Emelec”, considerándose en esta fecha su verdadera fundación, ya que no existen documentos de Secretaria que proporcionen datos de su vida anterior.

Acto seguido se precedió a la elección de los miembros del Directorio que regirán los destinos del Club en el año actual de 1929. Lleváronse las votaciones bajo el control de los escrutadores Señores Rigoberto Alvarado y George L. Capwell.»

Acta de Fundación del Club Sport Emelec 
28 de abril de 1929.

## Casa propia «Estadio Capwell»
Preocupación constante de los dirigentes del Club, bien secundados por la Empresa, fue tener un local propio para la práctica de los deportes entre sus asociados, en el que pudieran realizarse juegos de fútbol, deporte apasionante de las mayorías, béisbol, basket ball, box, y hand ball. Ardua labor fue la realizada por el Club para obtener, primeramente, el terreno necesario para la creación de su estadio. Inicialmente el Club ocupó 4 manzanas de terreno situado en la Parroquia Ximena, o sea, en el perímetro comprendido entre las calles Quito, San Martín, Juan Pío Montúfar y General Gómez, formalizando un convenio de pagar a la Muy I. Municipalidad del Cantón un canon de arrendamiento anual, para posteriormente en los subsiguientes años, iniciar gestiones ante los poderes Públicos de la República, con el fin de conseguir los Derechos pertinentes del Congreso, autorizando a la Municipalidad, donar a perpetuidad y en forma gratuita, las 4 manzanas antes mencionadas, donde el Club se comprometía a construir a sus propias expensas un estadio para la práctica de los deportes de sus asociados. Asegurada en forma legal la posesión del terreno aludido, el Club realizó su construcción. Vale la pena recordar la respuesta del gobernador sobre la invitación de la construcción del Estadio Capwell. Para la ceremonia de colocación de la primera piedra en la construcción del Club, se hizo una invitación a la primera autoridad del Guayas, señor Enrique Baquerizo Moreno, quien expresó lo siguiente: “Agradezco la invitación, pero debo decirles que estoy cansado de presenciar y colocar primeras piedras en obras de embellecimiento de la ciudad, pero desgraciadamente casi en ninguna he podido colocar la última piedra, pues no se han terminado las obras”. El señor Baquerizo prosiguió: “pero en este caso conociendo lo capaz y responsable que es el “gringo” Capwell y sabiendo que está respaldado por la Empresa Eléctrica, estoy convencido que esta obra si se ejecutará y tendré el placer de asistir a la inauguración del Estadio”.
Tanto para la construcción del estadio como para la exitosa labor del Club Sport Emelec, han contribuido algunas personas de prestigio en el mundo bancario, comercial e industrial, entre otros Don Juan X. Aguirre Oramas, Nelson Uraga Suárez, Ricardo Fiori, Federico Saporiti, Rodrigo Ycaza Cornejo, F. L. Yodeer, James Gillespie, Gabriel Murillo Arzube, Emilio Estrada Ycaza, Dr. Francisco Arizaga Luque, Fausto Navarro Allende, Dr. José Vicente Trujillo, Dr. Leopoldo Inquieta Pérez, Sergio Pérez Valdez, Pedro J. Menéndez Gilbert, entre otros. Estos caballeros apoyaron a Emelec en toda forma, económicamente y con personales intervenciones antes los Poderes Públicos cuando el caso lo requería. Lo hacían muy gustoso: porque decían conocer de la capacidad, honradez y dinamia del señor Capwell y de sus colaboradores.
También en el aspecto deportivo Emelec y sus dirigentes recibieron el apoyo y estimuló de connotados caballeros como Don Teófilo Fuentes Gilbert, Ing. Aníbal Santos, Januario Palacios, Ing. Pedro Manrique, Héctor Manrique, Eloy Carillo Aviles, César Carrillo Jiménez. Francisco Salcedo, Isidro Iturralde Plaza, Emilio Morla, Dr. Alejandro Ponce Elizalde, Alberto y Otton Márquez de la Plata, entre otros.
Con el pasar de los años, la actividad deportiva que más se desarrolló en la Institución fue el fútbol profesional, a lo cual se dedicó buena parte de su economía, contando con la contribución de la Empresa Eléctrica, los fondos así obtenidos no eran suficientes para mantener un equipo poderoso acorde con el prestigio del Club, que comenzaba a importar cada año, elementos extranjeros de categoría para reforzarlo, en su deseo de conseguir el campeonato o cuando menos un lugar preferente en el torneo nacional.
Como Emelec no solamente practicaba el fútbol, sino casi todos los deportes conocidos en el país, se creó la Comisión de Fútbol de Emelec, organismo que dirige y controla directamente con alguna independencia las actividades del fútbol no aficionado. A esta Comisión pertenecieron ameritados caballeros de la localidad conocedores del fútbol y que con gran entusiasmo prestan su contingente personal y económico para el desempeñó exitoso del equipo representativo del Club conocido como “Los Eléctricos”.
En esta época de rediseño administrativo del Club no faltaron dirigentes y amigos que constituyeron un valioso apoyo para su mantenimiento y desarrollo pudiendo citar a Antonio Briz, Chafico y Munir Dassum, Enrique Ponce Luque, Alejandro Ponce Luque, Enrique Ponce Noboa, Jorge Arosemena Gallardo, Luis Ayora Espinoza yAlberto Bustamante illingworth.

## Década de los 20 y 30 «Los Eléctricos en la Era Amateur»
Durante las décadas del 20 y 30 ya existían campeonatos en Guayaquil de manera irregular, donde los que los practicaban no eran personas que se dedicaban a la profesión de futbolista, Emelec era representado por empleados de la Empresa Eléctrica de Guayaquil que cada cierto tiempo se reunían para disputar los distintos torneos que se realizaban. 
La Municipalidad de Guayaquil concesionó el servicio de energía eléctrica a favor de la Empresa Eléctrica del Ecuador el 1 de junio de 1925 y el 20 de ese mes, con el apoyo del estadounidense Hiram S. Foley y de Alejandro Ponce Elizalde, funcionarios de la Empresa Eléctrica del Ecuador dieron el respaldo a la iniciativa accediendo al pedido de los empleados de esa empresa, quienes acordaron crear un equipo para que participara en el torneo de fútbol de la Unión Deportiva Comercial (un torneo fundado en 1923 para promover el deporte en el ámbito laboral).
En el mes de junio del año 1925, se realizaba por segunda ocasión el torneo de la Unión Deportiva Comercial y es en este torneo en el que aparece por primera vez registrado para participar un equipo formado por empleados de la empresa eléctrica con el nombre de Emelec. El representativo de la Empresa Eléctrica del Ecuador (bajo las siglas Emelec) ganó el torneo organizado por la Unión Deportiva Comercial.
El 24 de octubre de 1925, en la pedregosa cancha del American Park, se midieron Emelec con Anglo Ashton en la final, con el arbitraje del cónsul inglés Mr. Urquhart. El partido a finish terminó empatado a un gol. Cuando se ordenó que se jueguen dos tiempos adicionales, los de Anglo Ashton decidieron retirarse por agotamiento dejando el título en manos de Emelec. En ese equipo jugaron: Alfonso Calero Benítez en el arco; Eduardo Ortega y Humberto Mariscal en la defensa; Enrique Villacís, Guillermo Serra, Gustavo Dávalos en la media; Octavio Arbaiza, R, Guzmán, Germán Lince, Manuel Poveda y Pedro Yulán en la delantera. Fueron campeones bajo la capitanía de Enrique Villacís Páez y por ello la historia deportiva ecuatoriana reconoce que "Emelec fue campeón antes de nacer", esto porque como club, Emelec fue fundado oficialmente el 28 de abril de 1929. 
En 1926 la Empresa Eléctrica trajo a Guayaquil a George Capwell Cronin y con él nace no solo la historia del club sino la riqueza deportiva de Guayaquil. Temperamental, de físico robusto y grandes aptitudes deportivas Capwell, con la ayuda de Víctor Hugo Peñaherrera y Lauro Guerrero Varillas, convocó a una asamblea constitutiva del Club Sport Emelec y el 28 de abril de 1929 se daba paso a la fundación de esta entidad llamada a ser un paradigma en el deporte de la ciudad y del país. Ese mismo año conquistó el título de campeón de básquet de la Federación Deportiva del Guayas con un plantel que encabezaba Capwell y lo integraban Peñaherrera, Guerrero, Nathan Myers, Rudolf Oetting, Aníbal Santos, Januario Palacios, Francisco Quintero y Agustín Jaramillo.
La natación, los saltos ornamentales, el baloncesto, el béisbol y el boxeo eran los deportes predilectos de Capwell. Los practicaba y fomentaba a diario. En el boxeo creció la tradición emelecista con sus grandes punchadores: el propio Capwell y un cuarteto que acaparó las coronas en sus categorías en la década del 30: Juan Orellana Junco, Eloy Carrillo Avilés, Rufo López y Manuel Gómez. Para que la natación creciera en el club y en Guayaquil, Capwell construyó una piscina de 25 metros al lado de la planta eléctrica que se inauguró el 2 de febrero de 1930. En ese sitio se levantó también un elegante club social, una cancha de baloncesto y se instaló un ring de boxeo, donde –según contaba risueño el inolvidable Mojó Barreiro– un día Francisco Quacker Jaramillo tumbó a Capwell en un combate y este decidió no volver a calzar guantes.
Emelec armó en sus primeros años un gran equipo de béisbol que llegó a campeón en 1935, cuando pasó a sus filas el lanzador estrella de LDE, Mojó Barreiro. Con Capwell como receptor y jugadores estadounidenses como John Spiller –de quien se decía había jugado en su país en Triple A– y Rancho Grande Tarfingler, más los nacionales César Carrillo, Luis Enrique Baquerizo, Galo Yépez, Alberto Márquez de la Plata y Walter Jouvin, dominó con largueza los años 30. La cada vez más creciente grandeza de Emelec fue vital para que Guayaquil reafirmara su condición de capital deportiva del país. Todos querían ganarle al club de Capwell. Así se cimentó la rivalidad con Barcelona en el boxeo. Con LDE y el mismo Barcelona en el béisbol. Llevó a sus filas a dos nadadores que integraron la delegación campeona sudamericana en Lima en 1938: Tomás Ángel Carbo y Pablo Coello. Anita y Cristina Coello fueron múltiples campeonas bolivarianas en natación en Bogotá en 1938. La rivalidad hizo que naciera en los años 30 lo que consideró es ‘La década de oro del deporte guayaquileño’.
Capwell era un constructor. Desde un campito de béisbol que hizo levantar en el antiguo Jockey Club divisó unas manzanas fangosas un poco más al norte. Nació la idea de levantar un estadio. Consiguió la donación de los terrenos, los hizo rellenar, procuró donaciones en materiales y en octubre de 1945 se inauguró el primer estadio con césped que tuvo la ciudad y que fue bautizado con su nombre. Capwell lo concibió para béisbol, pero luego lo ganó el fútbol.

### «1925»
En el año 1925 ya existía un Emelec, que jugaba los campeonatos de la Unión Deportiva Comercial de Guayaquil, aquel Emelec, que estaba constituido por empleados mismos de la Empresa Eléctrica, ganó en el año 1925 el Campeonato de la Unión Deportiva Comercial de Guayaquil, en ese entonces un torneo que gozaba de gran prestigio y popularidad entre la afición de la ciudad. De ese Emelec campeón de efímera vida quedan los nombres de jugadores como: Alfonso Calero, Eduardo Ortega, Humberto Mariscal, Enrique Vilacís, Guillermo Serra, Gustavo Dávalos, Octavio Arbaiza, Germán Lince, Manuel Poveda, Guzmán y Pedro Yulán. Estos históricos futbolistas vencieron en su momento a los equipos de Agrícola Ital Filán, Holger Glaeser, Despuig, Anglo Ashton y Comercial Bank, con esa campaña fueron campeones de la Unión Deportiva Comercial - UDC en 1925.
El periodista Ricardo Vasconcellos Rosado, escribió en la Edición Especial de El Gráfico «Emelec. una pasión ecuatoriana», editada en mayo de 1991, «anécdotas de ese equipo campeón», «El novicio once eléctrico dio la gran sorpresa del torneo al llegar, el 24 de octubre de 1925, a disputar el título de la Unión con el ya famoso Angla Ashton cuya puerta era defendida por el cónsul inglés Mr. Urquhart. Un empate a dos goles marcó el final de la brega, pero Anglo no se presentó a la disputa del alargue de 15 minutos. Sus jugadores partieron en tres automóviles desde la pedregosa canchita del American Park alegando hallarse disminuidos por la lesión de Charles Ashton y la pérdida de los lentes de su alero izquierdo Ales Ashton. Ante la deserción del rival, Emelec fue declarado campeón y revalidó su título el 27 de octubre cuando venció a la selección de la Unión por 3 goles a 2».
El 24 de julio de 1925, los empleados de la Empresa Eléctrica habían inscrito un equipo, llamado Emelec, en el torneo de la Unión Deportiva Comercial, que se realizaba desde 1923. Ese novel elenco “eléctrico” disputó el título del campeonato de la Unión frente al linajudo Anglo Ashton, un 24 de octubre de 1925, en el American Park. Terminaron empatados a dos goles. Y cuando se aprestaban a jugar los 15 minutos de alargue, los jugadores de Anglo desertaron, aduciendo estar disminuidos por las lesiones de dos de sus integrantes principales: Charles y Alex Ashton.
Ante el abandono, Emelec fue declarado campeón, y tres días más tarde estrenó su corona al derrotar 3-2 a la selección de Unión. Ese primer equipo “eléctrico” estuvo integrado por: Alfonso Calero, Eduardo Ortega, Humberto Mariscal, Enrique Villacís Paéz, Guillermo Serra, Gustavo Dávalos, Octavio Arbaiza, R. Guzmán, Germán Lince, Manuel Poveda y Pedro Yulán. Pero era un equipo de futbol más de los tantos que se armaban en los barrios del Guayaquil de la época, le hacía falta vida legal.

### «1933»
Para 1933 el equipo del "Gringo" llegó a ser campeón por primera vez de la Unión Deportiva Comercial de Guayaquil con un equipo amateur, empleados de la Empresa Eléctrica. Los encuentros deportivos se realizaban en el desaparecido American Park. Como club ya fundado oficialmente, en 1933 obtuvo su primer título de fútbol como Club Sport Emelec, al ganar nuevamente el Campeonato Unión Deportiva Comercial de Guayaquil.

## Década de los 40 «Los Millonarios»
En los años 40, la Federación Deportiva del Guayas empezó a organizar torneos de fútbol, agrupando los clubes existentes en Guayaquil. Emelec accede consolidarse en fútbol de primera categoría en 1943 después de campeonar en 1940 en la serie C, cuando el dirigente Walter Jouvín convenció a George Capwell de resucitar el fútbol de la Institución con todos los recursos posibles. El 30 de septiembre de 1946, Emelec se proclamó por primera vez campeón de Guayaquil y horas después Capwell partió a Panamá por motivos de trabajo. Capwell había tenido su partido de despedida el 22 de septiembre del mismo año, en el que vistió el uniforme de receptor. En 1948, Emelec volvió a quedar campeón de Guayaquil.
En diciembre de 1945 Capwell, que no simpatizaba con el balompié, cedió al pedido de su vicepresidente y compañero en la novena de Emelec, Luis Enrique Baquerizo Valenzuela, para autorizar un encuentro de fútbol que debía realizarse ese mes en el nuevo estadio. Emelec, ya convertido en un equipo poderoso en la primera del Ecuador, iba a enfrentarse a la selección Manta-Bahía que iba a arribar a la ciudad dirigida por el famoso Elí Jojó Barreiro.
Era la primera vez que iba a verse fútbol en una cancha de césped del Capwell, lo que provocó que se llenaran las graderías y los techos de las casas vecinas. Emelec formó ese día con: Félix Tarzán Torres; Carlos Pibe Sánchez y Walter de la Torre; Ballesteros, Luis Antonio Mendoza y Moreira; Hugo Puñalada Villacrés, Bayas, Jorge Aragón Miranda, Marino Alcívar y Cristóbal Guaguillo Salazar. Los manabas alinearon a: Ballesteros; Tucker y V. Vaca; Ricardo Chinche Rivero, Heráclides Marín y Viera; Rivero II, Wong, Carlos Alume, González y J. Vaca. A los 17 minutos ya ganaba Emelec con dos goles de Marino Alcívar, el de apertura tomando de media vuelta un centro de Villacrés para levantar el público de sus asientos y llegar a la historia al convertirse en el autor del primer gol en el Capwell. Los visitantes igualaron para hacer del partido una ardorosa disputa que adquirió tintes dramáticos cuando los manabitas se pusieron en ventaja.
Pedro Nevárez reemplazó a Aragón Miranda en la segunda etapa y el Mellizo Mendoza logró el empate con un tiro al ángulo a los 57 minutos. A los 60m, una impetuosa entrada de Marino, gambeteando a tres adversarios, sirvió para que el famoso artillero consiga el 4-3. Carlos Flaco Alume volvió a igualar y cuando faltaban 7 minutos el diminuto Bayas envió un fuerte tiro cruzado que sobró a Ballesteros y le dio la victoria 5-4 a a Emelec en un encuentro memorable.

### «1940» «1941» «1942»
Definitivamente Emelec nació para ser campeón, desde su primera participación en un torneo de fútbol, una vez que su presidente George Capwell aceptó el pedido de los directivos amantes del fútbol, empezó a saborear lo dulce de ser campeón.
Corría 1940 cuando el primer equipo de Emelec logró el ascenso a la Serie “C” del torneo federativo, año en el que también alcanzó el título de esa serie para subir a la “B”. En su participación en este torneo de 1941 también fue campeón y por ende consiguió llegar al campeonato de la categoría Intermedia que, como se había hecho costumbre en Emelec, se lo acreditó en 1942. Un año después Emelec ya jugaba el Campeonato Amateur de la Federación Deportiva del Guayas.
Pero tuvieron que pasar tres años jugando en la serie grande para volver a ser campeón. Fue el cuadro de 1946 en el que brillaron “Moscovita” Álvarez, “Chento” Aguirre y el “Chinche” Riveros, todos mediocampistas de enorme talento. Además de Marino Alcívar, Luis Hungría, Víctor Aguayo, entre otros, los que pasearon su clase ante rivales como el Panamá, 9 de Octubre, Norte América, L.D.U. de Guayaquil y Patria.

### «1946» «Campeón invicto»
El Campeonato Amateur de Guayaquil, también conocido como Amateurs del Guayas o Liga de Guayaquil, fue un extinto torneo de fútbol organizado y auspiciado por la Federación Deportiva del Guayas. Fue el primer campeonato oficial de fútbol en todo el Ecuador, y se lo considera como el comienzo de la era denominada como amateurismo. El torneo inició en el año de 1922 y su última edición se dio en 1950, junto con la llegada de la era profesional y el nacimiento del Campeonato de Guayaquil.
El primer torneo de Fútbol jugado en el Ecuador, fue un torneo organizado por la Federación Deportiva del Guayas que se jugó en la ciudad de Guayaquil en Ecuador. Desde 1922 hasta el año de 1950 en la que tuvo una duración de 28 años. El primer club que fue campeón fue Racing Club en la que el primer torneo se jugó con 14 equipos, mientras que el último club que fue campeón fue el Barcelona S.C en 1950, tras la separación del Emelec, Barcelona S.C y otros equipos por diferencias con la Federación Deportiva del Guayas, formaron la Asociación de Fútbol del Guayas, es así que el torneo dejó de jugarse, el conjunto con mayor cantidad de Títulos conquistados es el Club Sport General Córdova con 4 títulos.
El primer título oficial, logrado por Emelec fue en 1946 cuando se coronó campeón de Guayaquil en el torneo de la Federación de Fútbol del Guayas que aunque tenía el membrete de amateur, ya se constituía en un certamen profesional que era reconocido en el medio y que provocaba la idolatría de los hinchas. Los “Eléctricos” dirigidos por Eloy Carrillo Avilés fueron campeones invictos dejando en el camino a los tradicionales Patria, Panamá, 9 de Octubre, Norteamérica y Liga Deportiva Estudiantil. Formaban en el equipo los arqueros Félix Torres y Ulpiano Arias; los defensas Luis Hungría, Walter De la Torre, Jose Guamán Castillo; los volantes Ricardo Riveros, Enrique Álvarez, Vicente Aguirre, Nevárez, Hidalgo, Ballesteros y Moreira; y los delanteros Marino Alcívar, Rodrigo Cabrera, Hugo Villacrés, Cotto, Luis Mora, Julio Del Hierro, Bayas, Aníbal Marañón y Salazar y Víctor Aguayo. Casi con la misma plantilla más la incorporación de la estrella nacional “Chompi” Henríquez y del primer extranjero en militar en nuestro fútbol, el argentino Omar Cáceres, Emelec repitió el título de campeón de Guayaquil en 1948, en el último conseguido en la era amateur.
Cuentan las crónicas de los diarios de la época que en la temporada 1946 jugaban Marino Alcívar, el legendario Rey de la Media Vuelta, y Rodrigo Perfume Cabrera, y que de esa sincronización que terminaba en la red, nació el primer título de Emelec en su rico palmarés.
El Emelec conquistó este torneo local amateur, en el año 46 y 48, parte de su crecimiento como Institución, logrando estar presente en las grandes esferas futbolísticas que se llevaban a cabo en el Ecuador, siendo el fútbol un deporte de nivel amateur al momento, desarrollándose más tornes a nivel local que nacional, en aquellos años, Emelec, por ser un equipo integrado exclusivamente por empleados de una de las empresas con mayor poderío económico del país, y el primer equipo en contratar futbolistas extranjeros, le pusieron el apodo de Los Millonarios.

### «1948»

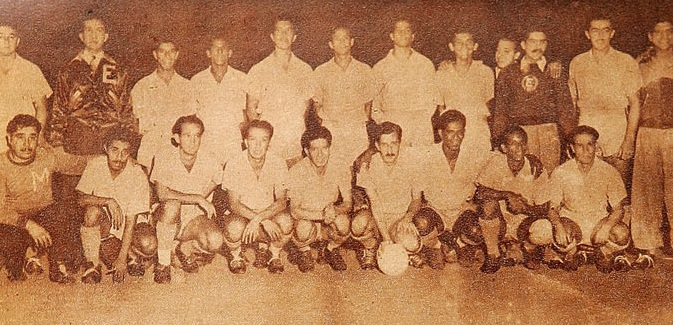
Emelec en el Campeonato Sudamericano de Campeones de 1948, en Santiago, Chile.

En 1948 Emelec volvió a repetir la historia. Con una constelación de estrellas en la que brillaban los extranjeros hermanos Mendoza, José Luis y Antonio, panameños-ecuatorianos; el argentino Cáceres se alzó con el título y los seleccionados nacionales Leyton, Riveros, Aguirre, Jiménez, Aguayo y Torres, quienes tenían la experiencia de ser campeones en el 46, volvieron a repetir la historia en el 48, este último título más los dos logrados en la etapa amateur, sin duda fueron el inicio de una etapa que dio paso a una historia llena de gloria en el fútbol nacional en la que Emelec siguió sumando títulos profesionales.
En 1948 en Santiago de Chile se llevó a cabo la Copa de Campeones, torneo que la Conmebol lo reconoció como oficial y fue el antecedente de la actual Copa Libertadores. Al participar en ese evento fue el primer equipo ecuatoriano en un torneo internacional, en el cual enfrentó a los mejores equipos de Sudamérica, su primer enfrentamiento por lo tanto fue el primer partido internacional oficial del club y de un equipo ecuatoriano, en el empató 2-2 con Colo-Colo, el club local y anfitrión que dio la iniciativa para el evento. El campeón del torneo y por lo tanto mejor equipo de Sudamérica de ese año, fue Vasco da Gama de Brasil, club contra el que Emelec se enfrentó en su tercer partido del torneo y perdió solo por la mínima diferencia, 1-0.
Los jugadores más destacados de la época del amateurismo fueron: el volante Enrique Álvarez Castillo, el arquero Félix Torres, el defensa Luis Hungría y el delantero Marino Alcívar, quien fue el autor del primer gol en el Estadio George Capwell.
Emelec en el Campeonato de Campeones de 1948, en Santiago de Chile, integró una línea media que según historiadores del club se menciona como la mejor de la historia millonaria y una de las más famosas del balompié ecuatoriano: Ricardo Chinche Rivero, Enrique Moscovita Álvarez y Vicente Chento Aguirre. Emelec en 1948 jugó el Campeonato de Campeones en Chile. El 11 de febrero los “eléctricos” empataron con el local Colo Colo. El diario santiaguino La Nación llamó a José María Jiménez “el insider de grandes condiciones, dominador de la pelota y de fuerte shoot que no desentonaría en un equipo de más jerarquía”, el Emelec hizo un tándem formidable primero con el argentino Omar Cáceres y luego con Humberto Suárez Rizzo. En un paréntesis del torneo local, el 18 de septiembre de 1948, Emelec venció a Macará, de Ambato, 5-3, con cuatro dianas del Chivo. El Telégrafo tituló así la información: ‘Jiménez venció 5 a 3 al Macará’. Fue figura en partidos inolvidables con la divisa de Emelec ante Fluminense, Sporting Tabaco, Deportivo Cali (del Dorado colombiano), Alajuela de Costa Rica, Sport Boys de Perú y muchos equipos más.

### «1949» «Copa del Pacífico»
La Copa del Pacífico es un tradicional torneo internacional de fútbol. Su primera edición se la realizó en 1949, siendo uno de los torneos internacionales de clubes más antiguos del continente. Al campeón del torneo se lo suele llamar Campeón del Pacífico. El torneo internacional se lo disputaba en el estadio George Capwell, y era una tradición futbolística en Guayaquil (Ecuador). Se la organizó por la década de los 40 y 50 del siglo pasado con las participaciones de los más representativos equipos de Ecuador, Chile, Perú y Colombia. A medida que pasó el tiempo, se fue desapareciendo la organización de este tradicional evento. Por muchos años se lo dejó de realizar, pese a la emoción que siempre provocó el mismo, que era conocido internacionalmente por su jerarquía y clase.
En 1949 se disputó el primer torneo del Pacífico en Ecuador, en las instalaciones del estadio George Capwell. El certamen se realizó entre el 4 de mayo y el 8 de junio de ese año. Se disputó la Copa Presidente de la República y fue Galo Plaza Lasso quien dio el puntapié inicial del evento. Con Magallanes de Chile, Alianza Lima de Perú, Aucas de Quito, Emelec y Barcelona S.C de Guayaquil, se jugó a doble vuelta. Terminaron empatados en el primer lugar Magallanes, Emelec y Barcelona, todos con 10 puntos. La premiación se concluyó de la siguiente forma: Magallanes recibió la Copa Presidente de la República, Emelec la Copa Municipio de Guayaquil y Barcelona recibió el trofeo Orange Crush. También se premió al goleador y al considerado mejor jugador del torneo, Hugo Mena de Emelec, que anotó 13 goles, muy por encima del peruano Garretón de Alianza Lima con ocho tantos, y del chileno Méndez de Magallanes que anotó siete goles.
El lema del evento es "El torneo en la Perla", debido a que su sede es Guayaquil-Ecuador, ciudad a la que se la llama "La Perla del Pacífico", este torneo de fútbol entre clubes de Sudamérica es más antiguo que otros importantes torneos continentales como la Copa Libertadores, este torneo no tiene ninguna relación con el de dos selecciones, fundado 4 años después que este, que lleva el mismo nombre.
En el torneo de 1949 empataron en primer lugar Magallanes de Chile, Emelec y Barcelona S.C de Ecuador. Cada equipo recibió un trofeo diferente, aunque el principal fue para Magallanes de Chile por ser visitante. Al quedar en primer lugar Magallanes en la edición de 1949, se convirtió en el primer equipo de Chile en ser campeón de un torneo internacional. En este torneo de 1949, el 12 de mayo se disputó un partido entre Emelec y Barcelona, el cual lo comenzó ganando Barcelona 3-0, luego se fue la luz en el estadio Capwell, y al reanudarse el partido Emelec consiguió empatar 3-3. A este partido se lo toma en cuenta como uno de los pioneros de los Clásico del Astillero. La mayor goleada en la historia de este torneo se dio en la edición de 1949, el 25 de mayo Magallanes venció 8-1 a Barcelona.
En 1949 llegó a Guayaquil el argentino Atilio Tettamanti, procedente de la reserva de Vélez Sarsfield, de Argentina. Emelec había conseguido los servicios del manabita Hugo Mena. Tettamanti, puro ingenio y elegancia, creaba los espacios para la llegada de Mena, apodado Rey de la Chilena. El gaucho debutó en mayo de ese año en el Torneo del Pacífico y Mena, aprovechando los banquetes que le servía Tettamanti, fue el goleador de ese certamen. En ocho partidos logró trece anotaciones, cinco de ellas de chilena y tres en un mismo partido.
En nuestro país el máximo exponente de la "chilena" fue el ariete manabita Hugo Mena, quien militó en Emelec a finales de los años 40 e inicios de los 50. El 4 de junio de 1949, en el Torneo del Pacífico, el conjunto “eléctrico” enfrentó al Aucas en el Capwell con una delantera que integraban Hugo Villacrés, Víctor Lindor, Hugo Mena, Atilio Tettamanti y Juan Avelino Pizauri. A los 13 minutos del primer tiempo Villacrés se corrió por la banda derecha y centró. Mena, que venía lanzado a velocidad, conquistó de “chilena” el mejor gol de todo el torneo. Ese día consiguió dos anotaciones más de “chilena” y otras dos de jugadas. Cinco goles en una sola noche para una gran victoria emelecista.

## Década de los 50 «Bicampeón del Guayas en el inicio de la Era Profesional»
Comenzaba la década y todavía se realizaban campeonatos provinciales, pues todavía no existía un campeonato de carácter nacional. El profesionalismo en el Ecuador empezó tarde, fue recién a finales de 1951 cuando se le dio inicio, con la naciente Asociación de Fútbol del Guayas. En 1950 se organiza la Asociación de Fútbol, por iniciativa de Enrique Baquerizo Valenzuela, funcionario de la empresa y directivo del Club Sport Emelec. A partir de ese momento, el fútbol del Guayas experimenta un proceso de transición del amateurismo a la práctica profesional. En los archivos de la Asociación de Fútbol del Guayas consta la inscripción de José Héctor Bermúdez Tello, primer jugador registrado con el número 001, el 2 de mayo de 1951, quien pertenecía a las filas del Club Sport Emelec.
De esta forma, en la década del 50, Emelec pudo conformar un equipo competitivo que actuó en todos los campeonatos provinciales que entonces tenían como sede al Estadio Capwell. Sus legendarios opositores siempre fueron los clubes Barcelona S.C, Everest, Patria, Norteamérica y Red Club; con ellos, Emelec se repartió los títulos provinciales, destacándose por las contrataciones de jugadores rioplatenses (argentinos y uruguayos), entre los que recuerdan los nombres de Carlos Alberto Raffo, goleador destacado; Atilio Tettamanti, Henry Magri, el “Loco” Pizauri, entre otros. Cuando en 1957 se organizó por primera vez el Campeonato Nacional de Fútbol Ecuatoriano, Emelec ostentaba el título de bicampeón del Guayas con una formidable alineación sostenida por su equilibro técnico-táctico. Ese año, se convirtió en el primer campeón nacional de fútbol del Ecuador, superando a las escuadras capitalinas del Deportivo Quito y Aucas.
En 1958 nació una pareja inolvidable: la de Carlos Raffo y Enrique Raymondi. El 18 de septiembre de 1958 Emelec se midió con Municipal de Lima, que traía a los seleccionados peruanos Rigoberto Felandro, Eduardo Hernández, Guillermo Fleming, Claudio Lostanau, Tito Drago, Manuel Rivera y el famoso Juan Loco Seminario, con el Capwell lleno, hubo paridad en las acciones en el primer tiempo, notándose la inefectividad de la delantera local. En el complemento se produjo el cambio que trastornó el partido: Raffo por Alberto Spencer. Fue como si Raffo y Raymondi hubieran jugado toda la vida juntos, pese a ser la primera vez que se encontraban con la misma divisa. Empezaron a tocar a velocidad endemoniada y a enloquecer a los peruanos. Fue un show que pocos han podido olvidar. Los peruanos marcaron el primer tanto, pero enseguida empató Raffo al recibir el balón de Raymondi. El Flaco devolvió luego la gentileza y entregó el esférico “en bandeja” para que el superveloz Maestrito anotara. Un centro de Raffo propició un cabezazo de Raymondi para el tercer gol y el cuarto fue un poema: desde la media cancha, a velocidad supersónica, iban tejiendo Raffo y Raymondi. Eludieron a sus rivales hasta llegar juntos al arco rival. Raymondi entregó el balón a Carlos Alberto cuando juntos habían llegado a la raya final llevándose hasta al arquero. En los 5 minutos finales los peruanos hicieron dos goles para un 4-3 a favor de los guayaquileños.
La actuación de Raymondi fue clave para que Emelec comprara su pase en 1959 y se empezara a gestar la histórica línea de los Cinco Reyes Magos. En la derecha estaba el Loco José Vicente Balseca. En julio, con 16 años, debutó Jorge Bolaños. En el centro estaba Raffo y como interior izquierdo el Maestrito Raymondi. Roberto Pibe Ortega llegó en 1962 y se completó la leyenda emelecista.
El Estadio Modelo Alberto Spencer de la ciudad de Guayaquil, fue inaugurado el 24 de julio de 1959 con un torneo cuadrangular amistoso en el cual participaron, por Ecuador, los equipos de Barcelona S.C y Emelec como ganador del torneo, por Uruguay la escuadra de Peñarol y por Argentina la escuadra de Huracán. Durante el día inaugural al cual asistieron Luis Robles Plaza, Alcalde de Guayaquil (1958 - 1960), Voltaire Paladines Polo, Presidente de la Federación Deportiva del Guayas, y Camilo Ponce Enríquez, Presidente del Ecuador (1956 - 1960), disputándose en esa fecha el primer Clásico del Astillero en el Modelo, con victoria contundente de Emelec 6-1 sobre el Barcelona S.C.
En esta década, en 1957 nació el apelativo de El Ballet Azul que se popularizó en la siguiente década, emelec ganó tres coronas en dos años: las de la Asociación de Fútbol del Guayas en 1956 y 1957 y la del primer campeonato nacional de 1957.

### «1956»
En el Campeonato de Fútbol del Guayas 1956, Emelec logró ser campeón nuevamente después de ocho años. En 1956 el cuadro azul alcanzó una de sus mayores alegrías, fue campeón profesional de Guayaquil y dio por primera vez una vuelta olímpica en su estadio, el Capwell. Ahí brillaron Daniel Pinto, un jugador fantasista, los extranjeros Francisco Pugliese, Eladio Leiss y el goleador insigne Carlos Alberto Raffo. Además de los hermanos Larraz, Jorge y Mariano.
En 1956, El Club Sport Emelec se coronó por tercera vez campeón (contando sus dos títulos del Campeonato Amateur de Guayaquil) y consigue su primer título del profesionalismo, al consagrarse campeón de Guayaquil, torneo organizado por la Asociación de Fútbol del Guayas, tras empatar el 2 de diciembre con Barcelona S.C en el Clásico del Astillero.

### «1957»
Al año siguiente en el Campeonato de Fútbol del Guayas 1957, repitió el título para consagrarse Bicampeón del Guayas. Además el título era valido para participar del primer Campeonato Ecuatoriano de Fútbol que iniciaría en noviembre de 1957.

### «1957» «Primer Campeón Nacional»
Ese mismo año se coronó como el primer campeón nacional del fútbol ecuatoriano. Emelec se metió en la historia del fútbol ecuatoriano siendo el primer campeón nacional en 1957. En ese año se jugó el torneo con los campeones y vicecampeones de Guayas: Emelec y Barcelona; y de Pichincha: Deportivo Quito y Aucas. Tras sumar 12 puntos en cuatro partidos jugados, los ‘eléctricos’ alcanzaron su primera corona. La figura de ese campeonato para el ‘ballet’ fue sin duda el atacante, Carlos Raffo. El entrenador fue Eduardo El Tano Spandre quien con un sistema 1-3-2-5 logró el título. La alienación titular fue con: Cipriano Yu Lee; Jaime Ubilla, Alberto Cruz Ávila y Raúl Arguello; Bolívar Herrera, Jorge Carusso (argentino); José Vicente Balseca, Daniel Pinto, Carlos Raffo, Mariano Larraz y Natalio Villa (argentino).
El 10 de noviembre inició el  Campeonato Ecuatoriano de Fútbol, este torneo lo jugaron cuatro equipos de dos asociaciones: Guayas y Pichincha. Los campeones y vicecampeones de la Costa y Sierra, Emelec y Barcelona S.C y Deportivo Quito y Aucas, respectivamente, jugaron un cuadrangular donde no chocaban dos equipos de la misma asociación. El primer partido lo ganó al Aucas 2-0 en el estadio Capwell. En el último partido, Emelec volvió a ganar por el mismo marcador, pero esta vez al Deportivo Quito, y así se proclamó como el primer campeón nacional.
Emelec jugó un total de 4 partidos, ganó 3 y perdió 1. Anotó 8 goles y recibió 4 para un gol diferencia de +4. Sumó 6 puntos, uno más que Barcelona S.C.
Plantilla:
Arqueros: Cipriano Yu Lee y Lautaro Reinoso. Defensas: Jaime Ubilla, Raúl Argüello, Cruz Alberto Ávila, Ricardo Rivero, Agustín Álvarez, Luis Montes y Humberto Suárez. Volantes: Jorge Lazo, Jorge Caruso, Bolívar Herrera, Rómulo Gómez y Tomás Gallegos. Delanteros: Natalio Villa, Carlos Alberto Raffo (goleador del equipo con 2 tantos), José Vicente Balseca, Daniel Pinto, Carlos Romero, Mariano Larraz, Júpiter Miranda, Jorge Fernández y Fulvio Rangel. Director Técnico: Eduardo Spandre.
En 1958 y 1959 por diferencias entre asociaciones, no se jugó el cuadrangular final entre ASOGUAYAS Asociación de Fútbol del Guayas y AFNA Asociación de Fútbol No Amateur de Pichincha sin embargo si se jugaron los torneos de cada asociación, en 1958 Emelec envió a la Serie de Ascenso Provincial a su eterno rival Barcelona Sporting Club en partido celebrado el 8 de octubre. Sin embargo para el siguiente año, 1959, Unión Deportiva Valdez no se inscribió en dicho torneo, por lo que se resuelve que el club Canario, se mantenga en la categoría de privilegio.

### «1958» «Clásico del Astillero Histórico»
Emelec descendió a Barcelona en 1958. Por divergencias entre las dirigencias de la Asociación de Fútbol del Guayas y la Asociación de Fútbol No Amateur de Pichincha (AFNA) no se disputó el campeonato nacional, quedando únicamente los campeonatos provinciales organizados por cada asociación. En aquel 1958, Barcelona Sporting Club, encabezado por su presidente Wilfrido Rumbea Rendón, contando con el Ing. Dáger como Director Técnico y una plantilla de jugadores conformada por: Pablo Ansaldo, Miguel Esteves, Vicente Lecaro, Luciano Macías, César Solórzano, Carlos Alume, Ruperto Reeves Patterson, José García, Clímaco Cañarte, Gonzalo Salcedo, Mario Cordero, Ernesto Guerra, entre otros, participó decididamente en pos de ganarle el título de campeón del Guayas al Club Sport Emelec que en ese entonces ostentaba el Bicampeonato provincial (1956 - 1957) y el título nacional de 1957.
Transcurría el torneo y a pesar de las nuevas contrataciones que tenía el conjunto "canario" (ya se habían retirado Sigifredo Agapito Chuchuca y Enrique "Pajarito" Cantos) su fútbol fue un colosal desastre. Los resultados negativos que cosechaba Barcelona S.C poco a poco lo fueron llevando a las últimas posiciones, hasta llegar al precipicio del descenso.
El 8 de octubre de 1958, Barcelona S.C "perdió la categoría", contra su eterno rival Emelec en el último clásico del año y siendo el partido decisivo para Barcelona siga con sus aspiraciones de seguir en la División de Honor del Guayas. La dirigencia torera acepta la Operación Retorno y decide emprender una gira en Perú para luego participar en el Campeonato de Segunda División del fútbol de Guayas. Pero un hecho providencial ocurrió a favor de Barcelona. Al año siguiente, en 1959, Unión Deportiva Valdez por problemas económicos decide no participar en el Campeonato Provincial del Guayas de la Asociación de Fútbol del Guayas. El club milagreño había dejado vacante un cupo en la División de Honor del fútbol ecuatoriano, el cual en una reunión con los directivos de los clubes que formaban la Asoguayas, deciden que Barcelona S.C tome la vacante libre y mantenga la categoría.
El 8 de octubre de 1958, Emelec le ganaba el clásico y mandaba a la serie B del fútbol del Guayas, que al año siguiente no jugó por una vacante dejada por el club milagreño, Valdez, el 8 de octubre de 1958, se disputó en el Estadio Capwell, un partido de vida o muerte para las aspiraciones toreras de permanecer en la Serie A: "El Clásico del Astillero", en este encuentro, Emelec alineó en el arco a Cipriano Yu Lee; en la defensa a Jaime Ubilla Alberto Cruz Ávila y Raúl Arguello; en la media a Jorge Lazo y Rómulo Gómez, dejando en el ataque a José Vicente Balseca, Américo Castroman, Carlos Raffo, Jorge Larraz y A. Núñez. Por su parte, Barcelona S.C alineó a Pablo Ansaldo; Miguel Esteves, Vicente Lecaro, Luciano Macías, César Solorzano, Carlos Alume, Martínez, Mario Cordero, Gonzalo Salcedo, José Vargas y García. Luego de un intenso cotejo, Emelec logró imponerse a su eterno rival, venciéndolo categóricamente 1 x 0, con gol de su delantero A. Núñez, Barcelona S.C perdía la categoría en la cancha y legalmente le tocaba bajar a segunda categoría.
La dirigencia "torera" y la prensa deportiva de ese entonces se resistía en ver al equipo Barcelona S.C en la Serie B provincial, a partir de ese momento se decía que empezaron a hacer gestiones para llevar a Barcelona S.C a jugar el campeonato de 1959 a Colombia, país que aceptó incluirlo en su torneo, pero todo quedó en intentos, pues las cuestiones económicas, en especial de transportación, eran insalvables. Pero un hecho peculiar ocurrió a favor de Barcelona S.C al año siguiente, en 1959, sorpresivamente el Club Unión Deportiva Valdez no se inscribe en el torneo, dejando su vacante libre, la misma que fue aprovechada por Barcelona S.C para mantenerse en primera categoría provincial.

#### «Trofeo Cervecería Nacional 1958»
El Trofeo Cervecería Nacional se lo disputó en un Cuadrangular Internacional amistoso de fútbol, jugado en Guayaquil en enero de 1958. Como dato relevante, el histórico Alberto Spencer jugó este torneo vistiendo la casaca azul y ploma del Emelec. Se coronaron campeones del cuadrangular Emelec de Ecuador y Sporting Cristal de Perú. Los Equipos participantes fueron: Emelec, Barcelona SC, Sporting Cristal y CA Independiente. El Sistema de torneo consistía como se acostumbraba en esa época, un equipo obtenía 2 puntos por victoria y 1 por empate. Se enfrentaron en una vuelta todos contra todos. Se decidió que en caso de que dos clubes quedaran empatados en puntos en primer lugar, ambos serían declarados campeones.
| Enfrentamientos  | Enfrentamientos | Enfrentamientos     |
| Equipos          | Resultado       | Fecha jugada        |
| ---------------- | --------------- | ------------------- |
| Emelec           | 2               | 5 de enero de 1958  |
| Independiente    | 2               | 5 de enero de 1958  |
|                  |                 |                     |
| Barcelona        | 1               | 8 de enero de 1958  |
| Independiente    | 2               | 8 de enero de 1958  |
|                  |                 | 8 de enero de 1958  |
| Emelec           | 3               | 8 de enero de 1958  |
| Sporting Cristal | 1               | 8 de enero de 1958  |
|                  |                 |                     |
| Sporting Cristal | 3               | 12 de enero de 1958 |
| Independiente    | 2               | 12 de enero de 1958 |
|                  |                 | 12 de enero de 1958 |
| Emelec           | 2               | 12 de enero de 1958 |
| Barcelona        | 2               | 12 de enero de 1958 |
|                  |                 |                     |
| Barcelona        | 0               | 15 de enero de 1958 |
| Sporting Cristal | 2               | 15 de enero de 1958 |

| Tabla de posiciones | Tabla de posiciones | Tabla de posiciones |
| Equipo              | Pts.                | Dif                 |
| ------------------- | ------------------- | ------------------- |
| Emelec*             | 4                   | +2                  |
| Sporting Cristal*   | 4                   | +1                  |
| Independiente       | 3                   | 0                   |
| Barcelona SC        | 1                   | -3                  |

* Por igualdad en puntos en primer lugar, Emelec y Sporting Cristal son declarados campeones.

## Década de los 60 «El Ballet Azul»
La mejor época que ha tenido históricamente Emelec ha sido la de los años 60. En 1962 con la llegada del director técnico argentino Fernando Paternoster comenzó a formarse el Ballet Azul. En esa época Emelec consiguió los campeonatos nacionales 1961 y 1965, y los locales 1962, 1964 y 1966. Sin embargo, se dice que el "Ballet Azul" comenzó a finales de la década del 50, ganando los campeonatos nacionales de 1957 y 1961 (no se jugó en 1958 y 1959), y el Bicampeonato de Guayaquil 1956 y 1957.
Emelec fue el primer campeón nacional (1957). En 1958 y 1959 no se disputaron torneos, los ‘eléctricos’ fueron los subcampeones del segundo certamen jugado en el año 1960. Los ‘millonarios’ se quedaron con 2 puntos menos que los ‘amarillos’, en el equipo destacaron Jorge Bolaños, Carlos Alberto Raffo, José Vicente Balseca, Rómulo Gómez y Eustaquio Claro.
En la Copa Libertadores 1962, el triunfo más destacado fue sobre la Universidad Católica por 7-2 (Enrique Raymondi convirtió 5 tantos) y en la Copa Libertadores 1967 le ganó de visita 2-1. En la Copa Libertadores del siguiente año, Emelec triunfó sobre el "Ballet Azul" de la Universidad de Chile por 2-1 en Guayaquil y en Santiago empató 0-0.
En la Copa Libertadores 1968, Emelec clasificó a la siguiente ronda, siendo así el primer equipo ecuatoriano en hacerlo, eliminándose en un grupo con Sporting Cristal, Peñarol y Deportivo Portugués.
La delantera del Ballet Azul conformada por José Vicente Balseca, Jorge Bolaños, Carlos Raffo, Enrique Raymondi y Roberto Ortega, eran conocidos como Los Cinco Reyes Magos.
En partidos amistosos, Emelec venció 3-0 a Chacarita Juniors (campeón argentino), 1-0 a Peñarol (en ese entonces ganador de varias Copas Libertadores), 4-3 a Vélez Sársfield, 2-0 a Corinthians (de Roberto Rivelino), 2-1 a la Selección de Paraguay (con un gol de Jorge Bolaños, para algunos el mejor gol que se haya marcado en el estadio Modelo)
En la Gira de Emelec en Estados Unidos 1966 venció a las Chivas de Guadalajara 3-0, empató con Cartaginés 1-1 y consiguió un histórico triunfo sobre la Selección de Estados Unidos por 3-0, y en la Gira de Emelec en Centroamérica 1966 ganó los cuatro partidos que disputó.
El Torneo de La Buena Vecindad de la Liga Continental disputado en el año 1966, un cuadrangular amistoso jugado en 1996 en Los Ángeles, en él Emelec ganó 4-0 a Guadalajara, 6-2 a la Selección de Los Ángeles, y empató 1-1 con Cartaginés. Con estos resultados se coronó campeón del cuadrangular, siendo este el primer título internacional conseguido por un equipo ecuatoriano fuera del país.

### «1961»
Mariano Larraz, que fue jugador en 1957, se convirtió en el nuevo DT y llevó a Emelec a su segundo título, en 1961. En ese año, ocho equipos participaron en el torneo: Emelec, Patria, Everest, Liga de Quito, Deportivo Quito, Barcelona, España y Macará. El sistema del campeonato consistió en que los equipos se enfrenten a los rivales de la otra región en partidos de ida y vuelta. Los azules ganaros y empataron con Macará, ganaron y perdieron ante Liga de Quito y Deportivo Quito y obtuvieron dos empates ante el España. Esos resultados determinaron que haya una final ante Deportivo Quito.
Era la tercera edición del campeonato ecuatoriano de fútbol, ya que por pugnas entre directivos de Guayas y Pichincha no se jugó en los años 1958 y 1959. El campeonato fue dado a Emelec por una decisión de la Federación Ecuatoriana de Fútbol. Esta se tomó después del primer partido de desempate jugado en Quito entre Emelec y Deportivo Quito que habían igualado en 10 puntos y debían jugar un partido de ida y uno de vuelta. Cuando se esperaba el partido de revancha en Guayaquil salió una resolución pendiente sobre el Deportivo Quito de la Ecuafútbol por un reclamo del Patria. Aquella resolución consistía en que el Deportivo Quito hizo actuar un jugador que no estaba inscrito ante dicho equipo, por lo que la dirigencia resolvió quitarle los puntos al Deportivo Quito y cederlos al Patria. Como ya se había jugado el primer cotejo por la definición del título entre Emelec y Deportivo Quito, la Ecuafútbol decidió declarar nulo este compromiso y dar como campeón a Emelec.
Emelec jugó un total de 8 partidos, ganó 5, empató 2 y perdió 1. Anotó 15 goles y recibió 12 para un gol diferencia de +3. Sumó 10 puntos, uno más que el Patria.
Plantilla:
Arqueros: Cipriano Yu Lee. Defensas: Jaime Ubilla, Walter Arellano, Cruz Alberto Ávila, Raúl Argüello, Juan Mosquera y Alfredo Encalada. Volantes: Eustaquio Claro Santander, Rómulo Gómez, Oswaldo Balduzzi y Carlos Pineda. Delanteros: José Vicente Balseca, Carol Farah, Galo Pulido, Carlos Alberto Raffo (goleador del equipo con 5 tantos), Enrique Raymondi, Juan Moscol, Orlando Larraz, Tomás Gallegos, Clemente De la Torre y Carol Barrezueta. Director Técnico: Mariano Larraz.

### «1962»
Para la edición del Campeonato de Fútbol del Guayas de 1962, se empezó a plasmar la idea de fútbol ofensivo, atrevido y vertiginoso en Emelec. La contratación estelar del histórico Fernando Paternoster se dio en este año, bajo la presidencia de Gabriel Roldós. El estilo ofensivo de Paternoster, mezclado con el talento de sus grandes figuras, Jorge Bolaños, José Vicente Balseca, Carlos Raffo, Galo Pulido, Roberto Ortega, Carlos Pineda, entre otros; hizo de Emelec una verdadera máquina futbolística, esto le permitiría conseguir el título provincial en la última fecha del torneo, ante su acérrimo rival, Barcelona, venciéndolo por 3 a 0 con goles de Juan Mosquera (2) y Felipe Mina.
| 11 de noviembre de 1962 | Emelec                                      | 3:0 | Barcelona | Estadio Modelo, Guayaquil       |                                 |
|                         | Juan Mosquera · Juan Mosquera · Felipe Mina |     |           | Asistencia: 42.000 espectadores | Asistencia: 42.000 espectadores |

### «1964»
Fue la decimocuarta edición del campeonato profesional de fútbol en Guayas. El Torneo fue organizado por la Asociación del Fútbol del Guayas. El Emelec se coronó campeón del Campeonato Profesional de Fútbol del Guayas por cuarta vez.
Este fue el primer torneo oficial en el que se enfrentaron en la final Emelec y Barcelona S.C, y fue el único por 50 años, hasta que se enfrentaron en las Finales del Campeonato Ecuatoriano de Fútbol 2014.
El equipo eléctrico contaba en aquellos tiempos un elenco potente y elegante con el paraguayo Ramón Maggereger , Manuel Ordeñana, Felipe Landázuri, Cruz Alberto Ávila, el joven Felipe Mina, el argentino Henry Magri, Carlos Pineda, Jaime Delgado Mena, Bolívar Merizalde, Enrique Raymondi, Bolaños, Juan Moscol y Galo Pulido, entre los más destacados. El 19 de marzo se anunció la llegada de dos contrataciones paraguayas para los millonarios: Lucio Calonga y Avelino Guillén. La dirección técnica estaba a cargo de un auténtico maestro: Fernando Paternoster.
Ante 12.360 personas Emelec apareció en la cancha del estadio Modelo con Maggereger (Ordeñana); Landázuri, Cruz Ávila, Calonga, Mina; Pineda (Magri) y Bolaños; Delgado Mena ( Pulido), Raymondi (Guillén), Merizalde y Moscol.
El cuadro de Paraguay formó con Félix Orrego (Eduardo Galarza); Juan Bordón, Ricardo González, Idalino Monges, Aníbal Pérez (Salvador Breglia); Aníbal Reyes (Luis Herrera), Ricardo Tabarelli; Juan Carlos Rojas, Ramón Riquelme (Marcos Candia), Benjamín Cáceres y Juan Pelayo Ayala.
El primer tiempo fue un deleite para el público con acciones vistosas y sucesivas situaciones de gol, aunque Emelec fue el once dominante. Bolívar Merizalde era un problema sin solución para la retaguardia visitante. Sobre los 45 minutos Bolaños puso un pase en profundidad para el Filtrador. El pique del delantero fue electrizante. Llegó primero al balón y lo colocó por sobre la salida de Orrego, consiguiendo la brillante apertura del marcador.
Para el complemento Maggereger, que había salido por lesión, volvió a su puesto mientras su medio hermano, Galarza, sustituyó a Orrego en Paraguay. A los 30 minutos se produjo el empate. Una magnífica jugada de Ayala le permitió superar a Landázuri y enviar centro que Ramírez conectó para anotar la igualdad. Emelec sintió la estocada y el ingreso del potente ariete Avelino Guillén contribuyó a tonificar la ofensiva local.
A los 38 minutos se produjo la jugada con que Jorge Bolaños inscribió su nombre en el libro de los goles inolvidables. Fue una acción contra la lógica, la jugada imposible. Con el talento y la espectacularidad que fueron ingredientes de su fútbol magistral e irrepetible, Bolaños eludió a un defensor por el lado derecho de la zona paraguaya. Se lanzó entonces a velocidad, con el balón atado a sus botines, gambeteó a otro defensor y llegó a la raya de fondo. Por la línea de cal dejó en el piso a otro adversario y miró hacia el arco donde se hallaba parado, listo para bloquear el tiro, el arquero Galarza, quien vislumbraba, como era lógico, el centro retrasado. Vino entonces la inspiración genial. El Pibe se decidió por un envío con efecto por sobre Galarza y este empezó a retroceder desesperado, mientras el balón pasaba cerca de sus manos y describía una curva, para ir colándose suavemente por el ángulo formado por el travesaño y el segundo palo, en el arco que da hacia el Cuartel Modelo.
El legendario Pibe Bolaños, símbolo de un balompié lleno de picardía, talento y alegría, como no hemos vuelto a ver en nuestras canchas, se quedó inmóvil, viendo el desplazamiento del esférico. Habíamos sido testigos de un tanto histórico. “Fue un gol más para verlo que para narrarlo”, sentenció El Mayor Diario Nacional el 1 de abril, al comentar el partido.
En la columna “Tres momentos”, publicada en EL UNIVERSO, el 2 de abril de 1965, el periodista guayaquileño Ricardo Chacón García describió así la jugada: “La placa de Arévalo ha dejado registrada para la historia de nuestro fútbol la conquista lograda por Jorge Bolaños con la cual se destruyó el mito de la invencibilidad que le habíamos tejido al conjunto guaraní. Fue una conquista plena de emoción y reflejos. Los hombres de la radio le pusieron azul de metileno a sus gargantas para cantar la victoria. El grito fue profundo y conmovió a los más lejanos rincones de nuestro Guayaquil deportivo. El suburbio se olvidó de otros colores y se vistió de azul”.
“La lluvia paró por unas horas para no humedecer, menos empapar el final de la batalla. El suspenso del minuto 30 trajo silencio al estadio como el que precede a las grandes y explosivas manifestaciones a la hora de la estocada final del miura. Bolaños se adornaba en un terreno chiquito, en esa que parecía su pequeña hacienda, en donde dominaba rivales con la maestría de su fútbol. De repente salió la pelota impulsada por la izquierda del número 8 y allá, en el rincón opuesto al que estaba Galarza, como de emboquillada, lenta, pero seguramente, entraba la estocada final, el puntillazo que le ponía galería de escándalo al espectáculo. La gente, movida por el impulso y el impacto, saltó de sus asientos. Mientras, rápidamente, quizás vestido del color de moda, Jacinto Carrión, marcaba la cifra histórica: Emelec 2, selección de Paraguay 1”.

#### «Final del Campeonato del Guayas»
El Club Sport Emelec en el Campeonato de Fútbol del Guayas 1964 fue campeón venciendo a Barcelona S.C. en el primer Clásico del Astillero que consta en los datos históricos del fútbol ecuatoriano como una final de un torneo oficial. El resultado global fue de 1-0 a favor de los azules, y teniendo como máximo goleador de dicho torneo a 2 de sus jugadores al uruguayo Rubén Baldi y al ecuatoriano Bolívar Merizalde con 11 dianas cada uno.
En 1964 los clubes de Guayas decidieron no participar en el campeonato nacional para enfocarse y darle realce al torneo local. Primero se jugaron dos vueltas todos contra todos, participando seis equipos (Emelec, Barcelona, Everest, 9 de octubre, Patria y Norte América). Los cuatro mejor ubicados (Emelec, Barcelona, Everest y 9 de octubre) disputaron una liguilla todos contra todos, a una sola vuelta. Al finalizar punteros dos equipos (Emelec y Barcelona) se jugaron dos partidos entre ellos por la definición del título.
| 15 de noviembre de 1964 | C.S. Emelec | 1:0 | Barcelona S.C | Estadio Modelo Alberto Spencer, Guayaquil |  |
|                         | Rubén Baldi |     |               |                                           |  |

| 22 de noviembre de 1964 | Barcelona S.C | 0:0 | C.S. Emelec | Estadio Modelo Alberto Spencer, Guayaquil |  |

### «1965» «Campeón invicto»

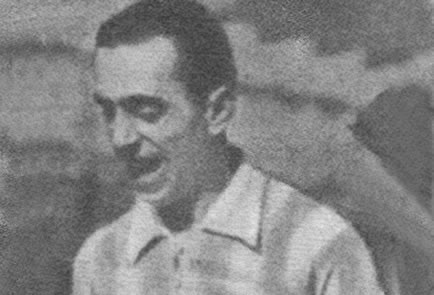
Fernando Paternoster. Técnico multicampeón con Emelec.

El DT Fernando Paternoster, que llegó en 1962, ya había implantado un estilo de juego vertiginoso y vistoso, que fue denominado por la prensa como: el Ballet Azul. Hasta este año, ya había conseguido dos títulos de Aso Guayas y un vicecampeonato nacional. Los responsables de armar aquel equipo fueron los miembros de la dirigencia que estaba encabezada por Antonio Briz, Elías Wated, Munir y Fuad Dassum y Ottón Chávez.
Los cuatro mejores equipos de Guayas: Emelec, 9 de Octubre, Barcelona y Everest, y los mejores de Pichincha: Aucas, El Nacional, Universidad Católica y Liga de Quito participaron en el octavo Campeonato nacional. Los eléctricos se coronaron campeones siendo invictos. En ocho partidos ganaron seis y empataron dos. Los azules dieron la vuelta en el estadio Olímpico Atahualpa tras derrotar 3-2 a El Nacional La figura de esta campaña azul fue Jorge Bolaños Carrasco (fallecido). El ‘pibe de oro’ fue considerado el mejor futbolista de ese torneo. El entrenador fue el argentino Fernando Paternoster.
Emelec jugó un total de 8 partidos, ganó 6 y empató 2. Anotó 17 goles y recibió 6 para un gol diferencia de +11. De los 16 puntos en disputa consiguió 14, tres más que Barcelona.
Plantilla:
Arqueros: Ramón Mayeregger y Manuel Ordeñana. Defensas: José Romanelly, Cruz Alberto Ávila, Felipe Landázuri, Felipe Mina, Lucio Calonga y Carlos Maridueña. Volantes: Henry Magri, Carlos Pineda y Galo Pulido. Delanteros: Jaime Delgado Mena, Enrique Raymondi, Jorge Bolaños, Bolívar Merizalde, Hugo Lencina, Avelino Guillén (goleador del equipo con 4 tantos), Clemente De la Torre, Juan Moscol y José Vicente Balseca. Director Técnico: Fernando Paternoster.

#### Emelec Campeón «Invicto» del fútbol Ecuatoriano 1965
El gran equipo millonario de 1965, logró la corona nacional sin perder un solo partido y empatando dos, con un gol diferencia de más 11. Su delantera marcó 17 tantos y únicamente recibió 6 en ocho partidos. Aquel grandioso plantel era conducido por directivos que dejaron a su paso un gran recuerdo: Otón Chávez, Antonio Briz, Mauro Intriago, Munir Dassum y Elías Wated. En la cancha estaba el técnico que más recuerdan los emelecistas, la historia: don Fernando Paternoster.
Emelec tuvo históricamente predilección por el fútbol rioplatense desde los tiempos de Enrique Baquerizo Valenzuela, quien trajo al primer argentino en nuestro balompié: Omar Cáceres, un interior derecho (1947). Sus entrenadores fueron argentinos -Óscar Sabransky, el primero, en 1949-. Una sola vez salió de la línea con el chileno Renato Panay, quien llegó en 1954 y regresó dos años más tarde para hacer a Emelec campeón en el certamen de Asoguayas, el primero de los eléctricos en el profesionalismo.
En 1962, ante la renuncia de su exjugador Mariano Larraz, empezaron a buscar un técnico y repararon en que Fernando Paternoster Gianmateo se hallaba libre en Colombia, país en el que había iniciado su carrera como adiestrador en 1937. Bastaba ver su hoja de vida para entusiasmarse. Había sido subcampeón en los Juegos Olímpicos de 1928 y el Mundial 1930 jugando para el combinado albiceleste.
Había dirigido a la selección de Colombia y a los equipos Municipal (más tarde Millonarios), América de Cali y Atlético Nacional. Bien vale recordar que Paternoster llegó por primera vez a Guayaquil en 1954, con el Atlético para enfrentar al inolvidable equipo del Batallón Cayambe, una noche en el estadio Capwell cuando Mario Saeteros marcó un golazo para la victoria de los militares criollos ante los de Medellín.
Emelec pasaba por un gran momento con futbolistas de excelente técnica cuando el maestro arribó en mayo de 1962. Tenía 59 años y con el plantel que encontró fue campeón de Guayaquil. En 1963 armó el llamado Ballet Azul de Paternoster, cuyo recuerdo cimero se halla en aquella famosa línea de Los Cinco Reyes Magos que integraron José Vicente Balseca, Jorge Bolaños, Carlos Raffo, Enrique Raymondi y Roberto Pibe Ortega como la formación más famosa, pero en la que también jugaron Galo Pulido, Manuel Chamo Flores, Horacio Reymundo y Clemente de la Torre. En 1964 volvió a ser monarca de Asoguayas y se preparó para lo que sería el cuadro más brillante de la era del Marqués Paternoster.
Estaban en el arco el paraguayo Ramón Candado Mageregger, el primer mundialista que jugó en nuestro medio. En 1958, en Suecia debutó, con la albirroja contra Francia. Alternaba con otro gran portero nacional que había llegado del Panamá: Manolo Ordeñana. Como laterales derechos estaban Felipe Landázuri –al que ficharon de Aduana– y el uruguayo José Romanelly, que procedía del Deportivo Quito. En el centro de la zaga formaban Carlos Maridueña, salido de los juveniles, y el paraguayo Lucio Calonga, fichado esa temporada del Huracán de Buenos Aires, y además con paso notable por la selección de su país.
Los otros laterales eran Felipe Mina y mi compañero de escuela Juanito Moscol, los dos producto de la cantera juvenil del club. El medio campo dejó un recuerdo imborrable. Lo integraban el argentino Henry Magri, con antecedentes en River Plate y Estudiantes de La Plata, y Carlos Pineda, quien llegó en 1962 como interior derecho desde el Panamá, pero que Paternoster convirtió en volante. Eran pura finura, puro toque y conocían todos los secretos del fútbol estilizado y elegante.
Para la delantera Emelec tenía jugadores de todos los estilos y todas las variaciones del talento. Por la derecha Jaime Delgado Mena, adquirido al Juventud Italiana, de Manta; y el legendario Loco Balseca. Para la conducción tenía a ese prodigio que se llamó Jorge Pibe de Oro Bolaños. En el centro del ataque a una ráfaga huracanada llamada Bolívar Filtrador Merizalde, quien alternaba con el guaraní Avelino Guillén. Como entrealas zurdos Enrique Maestrito Raymondi, quien conservaba sus virtudes goleadoras, y uno de los más inteligentes productores de buen fútbol: Galo Pulido.
En la punta zurda alineaba el argentino Hugo Lencina, venido del Patria para alternar con De la Torre. También formaron ese equipo Cruz Alberto Ávila y el paraguayo Críspulo Silva.
Cuando Bolaños sufrió una seria lesión Paternoster no dudó en su reemplazo: Pulido, quien llevó el peso de la campaña. Al retorno del Pibe de Oro don Fernando optó por poner juntos a los dos magos del balón. Los críticos consideraron que era una locura alinear a dos futbolistas de las mismas características. “¡Van a chocar!”, “Eso no tiene ni pies ni cabeza”!, gritaban en las radios. Fue un gran acierto. Los que vivimos la era del estadio Modelo presenciamos una de las mejores funciones provocadas por la inteligencia y la habilidad de los dos jóvenes guayaquileños.
El 26 de diciembre de 1965, a falta de una fecha para terminar el campeonato nacional, Emelec se alzó con el título de modo invicto al vencer a Liga de Quito 2-0, con goles de Guillén y Moscol. En la última jornada los azules ratificaron su supremacía al derrotar a El Nacional en el Olímpico Atahualpa 3-2

### «1966»
El Campeonato de Fútbol del Guayas de 1966, fue el último año del "Marqués" Paternoster al mando del Ballet Azul, y en este año, Emelec ganaría su quinto y último título provincial, el torneo local más prestigioso llegaría a su última edición al siguiente año. 
Emelec era un equipo conocido a nivel internacional, y en ese año, Emelec fue invitado a varios encuentros internacionales amistosos, realizando giras por Centroamérica, y Estados Unidos, en ambas quedó invicto. Entre sus figuras destacadas se encontraban Lucio Calonga, Carlos Pineda, Jaime Delgado Mena, Bolívar Merizalde, entre otros. Con un estilo de juego ya establecido, el Bombillo compitió en el Campeonato del Guayas, enfrentando a conocidos rivales. Emelec se coronaría virtual campeón provincial dos fechas previo a la culminación del campeonato, venciendo 2 por 0 a 9 de Octubre; título que se ratificaría cuando Norte América venció 3 por 2 al mismo rival.
en ese mismo año Emelec se coronó subcampeón nacional del 66. Sobresalieron por el ‘Ballet’ el arquero Manuel Ordeñana, el paraguayo Lucio Calonga, los uruguayos Cirilo Fernández, José Romanelly, José María Píriz, el brasileño Ely Durante, además de los nacionales Carlos Maridueña, Jorge Bolaños, por nombrar a algunos. En el campeonato del 67´ Emelec repetiría el subcampeonato. Las figuras ‘millonarias’ fueron los arqueros Manuel Ordeñana, Edwin Mejía, los uruguayos José Romanelly, José María Píriz, Cirilo Fernández, el argentino Héctor Gauna, el brasileño Augusto Amaury, además de los nacionales Jorge Bolaños, Jaime Delgado Mena, Armando Echeverría, entre otros.

#### «Cuadrangular Internacional de Guayaquil»
El Cuadrangular Internacional de Guayaquil 1966, fue un torneo de fútbol amistoso disputado entre los días 14 de abril y 21 de abril en Guayaquil. Tuvo como ganador al final de sus tres jornadas al Club Sport Emelec, Roberto Rivelino jugó este torneo en Corinthians.
El torneo tuvo como participantes al Emelec, el Barcelona S.C, el Corinthians y el Flamengo, el primer encuentro ganó el Emelec 1 - 0 Corinthians, el segundo encuentro empataron el Barcelona 1 - 1 Flamengo, el tercer encuentro el Barcelona 2 - 4 Emelec, Corinthians 0 - 2 Flamengo. Así mismo, empata el Emelec 2 - 2 Flamengo y el Corinthians golea 5 - 1 al Barcelona S.C, es así, que la tabla acumulada queda de la siguiente forma:
| Tabla de posiciones | Tabla de posiciones | Tabla de posiciones |
| Equipo              | Pts.                | Dif                 |
| ------------------- | ------------------- | ------------------- |
| Emelec              | 5                   | +3                  |
| Flamengo            | 4                   | +2                  |
| Corinthians         | 2                   | +1                  |
| Barcelona SC        | 1                   | -6                  |

## Década de los 70
A comienzos de la década del 70, Emelec implantó un equipo renovado. En los años 1970 y 1971 no le alcanzó para salir campeón, conformándose con un segundo y tercer puesto respectivamente. Por cuarta ocasión llegó un subtítulo para los ‘azules’. Los ‘eléctricos’ tuvieron como aportes a los uruguayos Ramón Souza Duarte (arquero) José Romanelly, a los argentinos Alberto Cabaleiro, Ángel Liciardi, a los paraguayos Cirilo Bogado y Viviano Lugo.
En 1972 nuevamente se proclama campeón del fútbol ecuatoriano. Los sitios estelares no volverían hasta 1976, año en el que el director técnico fue Alberto Spencer, y Emelec quedaría en tercer mejor puesto.
En 1977 Emelec aparece en la publicidad de Johnnie Walker, y ese mismo año juega con la Selección de fútbol de Alemania Democrática que empatan 0 a 0 en el estadio Modelo. En 1978 el jugador Francisco Aníbal Cibeyra anotó tres goles olímpicos en tres Clásicos del Astillero consecutivos.
En 1979, Emelec volvió a ser campeón del fútbol ecuatoriano, siendo goleador del torneo con 26 tantos, el argentino Carlos Horacio Miori. Es imposible olvidar al tándem goleador que formaron Lupo Quiñónez y el argentino Carlos Horacio Miori, quienes condujeron a Emelec al título nacional de 1979, luego de siete años de sequía.

### «1972»
Con la participación de Emelec, Barcelona, El Nacional, Universidad Católica, América, Liga de Quito, Deportivo Quito, Macará, Olmedo y Liga de Portoviejo se llevó a cabo este torneo, en dos etapas. Al final, los azules gritaron campeones. En la primera fase, el ‘Ballet Azul’ sumó 17 puntos y terminó en la tercera ubicación tras El Nacional y Barcelona y clasificó a la Liguilla Final. En la segunda etapa el equipo eléctrico fue primero con 20 unidades. La liguilla final del torneo la disputaron Emelec, El Nacional y Barcelona. El plantel millonario sumó cinco puntos y fue campeón de la competencia. El entrenador fue Jorge Lazo y la goleador azul fue Eduardo De María (uruguayo). El ‘charrúa’ marcó goles importantes como el doblete ante Barcelona para la histórica goleada 5-1 en el ‘Clásico del Astillero’.
Aquel año retornó quien fuera emblema en el arco de Emelec por muchos años, Eduardo "Ñato" García. El campeonato se decidió en una liguilla de tres equipos, Emelec, Barcelona S.C., El Nacional. Emelec llegó a las instancias finales del torneo luego de haber quedado 3° en la Primera Etapa y 1° en la Segunda Etapa. El triunfo más destacado fue en la parte final del campeonato, cuando golearon un contundente 5-1 a Barcelona S.C.; su archirrival soñaba con el tricampeonato en el Clásico del Astillero, pero bajo intensa lluvia en el Estadio Modelo Emelec terminó con dichas aspiraciones.
Emelec en la Liguilla jugó 4 partidos, ganó 2, empató 1 y perdió 1. Anotó 9 goles y recibió 5 para un gol diferencia de +4. Sumó 5 puntos, uno más que El Nacional.
Plantilla:
Arqueros: Eduardo "Ñato" García Defensas: Guillermo Echeverría, José María Píriz, Jefferson Camacho, Jesús "Menín" Ortiz, Rafael "Pulga" Guerrero, Juan Saeteros y Alfredo Alvarado. Volantes: Julio "Pajarito" Bayona, Eduardo De María, Pedro Prospitti, Roberto Tomalá, Jorge Pantaleón, Jorge Espín, Freddy Huayamabe, Oscar Storti y Jaime Pineda. Delanteros: Juan Tenorio, Félix Lasso, Luis "Luchito" Lamberck (goleador del equipo con 12 tantos), Marco "Chino" Guime y Colón Villalba. Director Técnico: Jorge Lazo.

### «1979»
El Directorio del Club designa a Omar Quintana como Presidente de la Comisión de Fútbol, logrando vender por primera vez en la historia del fútbol ecuatoriano la publicidad de la camiseta a la firma ICESA (Industria Constructora Electrónica S.A.). Vale recordar de que a raíz de esto, otros clubes siguieron el ejemplo. Pero se da el caso de que Emelec juega la Primera Fecha al siguiente fin de semana de haberse iniciado el Campeonato de ese año por cuestión del Sistema y Calendario. Y es por eso que aparece como el segundo equipo en lucir patrocinador en la camiseta en los torneos ecuatorianos; siendo el pionero en la venta de la publicidad de la camiseta.
Es ratificado como DT el argentino César Guillermo Reinoso; quien por desavenencias renuncia a mediados de temporada y es sustituido por el emblemático arquero titular hasta ese entonces Eduardo "Ñato" García.
Se contratan como extranjeros al arquero argentino Miguel Ángel Onzari, al zaguero de la misma nacionalidad Juan Manuel Sanz, al atacante brasileño Nelson Matilde Miranda "Nelsinho". Y como nacionales se trae al defensa ecuatoriano Alberto Oyola y al mediocampista Pedro Pablo Perlaza.
En este torneo se mantuvo el sistema. Participaron 10 equipos, en dos etapas y al final los tres mejores de cada etapa disputaban la liguilla final. Este título fue especial para Emelec porque celebraba su cincuentenario. En la primera etapa el equipo azul, sumido en una inestabilidad dirigencial, terminó en quinto lugar luego de sumar 19 puntos. Pero en la segunda etapa, la llegada de Omar Quintana a la Comisión de Fútbol potenció el equipo. Emelec fue primero y entró a la Liguilla final. Ya en la última parte del torneo, Emelec tuvo que sufrir para ser campeón. Sumó 17 puntos, uno más que Universidad Católica, que fue segundo. La figura fue Carlos Horacio Miori, quien anotó 26 goles y fue el máximo anotador del torneo.
Ese año el campeonato tuvo una serie de discusiones, una de esas fue que en la quinta fecha de la Liguilla el árbitro suspendió el partido entre Manta Sport y Emelec, por culpa de que Manta Sport en lugar de utilizar su camiseta titular (lo adecuado porque era el local) utilizó la alterna, que al ser blanca se confundía con la alterna de Emelec del mismo color. A ese episodio se denominó "El Camisetazo".
El partido fue postergado en el Estadio Jocay de Manta y se lo disputó el 9 de enero de 1980. Emelec ganó 2-0 con goles de Lupo Quiñónez. El arquero de ese entonces, Eduardo "Ñato" García, se hizo cargo técnicamente del equipo a mitad de año y lo dirigió hasta sacarlo campeón.
Emelec en la Liguilla jugó 10 partidos, ganó 5, empató 4 y perdió 1. Anotó 17 goles y recibió 10 para un gol diferencia de +7. Sumó 17 puntos (3 de bonificación por el 1.er lugar en la Segunda Etapa), uno más que la Universidad Católica.
Plantilla:
Arqueros: Eduardo García, Miguel Ángel Onzari y José Cedeño. Defensas: Washington Ascencio, Juan Manuel Sanz, Jesús Montaño, Galo Quiñónez, Miguel Cedeño, Alberto Oyola y José Marcelo Rodríguez. Volantes: Juan Carlos Gómez, Jorge Valdez, Ricardo Armendáriz, Carlos Torres Garcés, Pedro Pablo Perlaza, Luis Murillo, Luis Lamberck y Javier Delgado Pineda. Delanteros: Benigno S' Tomer, Lupo Quiñónez, Carlos Horacio Miori (goleador del equipo con 26 tantos), Ubaldo Quintero y Nelson Matilde Miranda Nelsinho. Director Técnico: Eduardo "Ñato" García.

## Década de los 80
La década del 80 fue la peor época para Emelec. En la penúltima fecha del campeonato de 1980, El Nacional venció a Emelec 2 a 0, y ya todo estaba consumado luego de la mala campaña. Los azules descendieron a la Serie B del campeonato ecuatoriano por primera y única vez en su historia. Todo había empezado mal para Emelec a comienzos de 1980. Sus dirigentes de ese entonces, encabezados por Farah y Arroyo, transfirieron a jugadores que fueron baluartes en el año anterior, cuando salieron campeones. Además, la mayoría de su equipo sufrió de bajones físicas y técnicas. Incluso, hubo un problema con el Registro Civil, se descubrió que el defensa Montaño era de nacionalidad colombiana, y como no había cupo para inscribirlo, tuvo que irse. Lo único rescatable de ese equipo fue el golero Miguel Ángel Onzari.
Los primeros meses de 1981 Emelec jugó la Serie B, ganándola para retornar el mismo año a la Serie A.
Ese año de 1981, Emelec estuvo a punto de descender por segunda vez. En la última fecha, al final del primer tiempo en el Estadio Olímpico Atahualpa, iba perdiendo 0-2 ante el América de Quito, en el segundo tiempo del partido, con goles de Jesús Cárdenas, Emelec logró empatar y así salvar la categoría. "El Jechu", terminaría ocupando la posición de portero los últimos minutos de este encuentro.
En el año de 1982 Emelec vs 9 de Octubre fue considerado un clásico por la prensa de ese entonces.
La mala racha terminó en 1988, primero ganó el torneo amistoso Copa Ciudad de Guayaquil y ese año logró proclamarse campeón del fútbol ecuatoriano tras 9 años sin títulos, a tiempo para continuar teniendo el récord de ser el único equipo del fútbol ecuatoriano en ser campeón todas las décadas.
El subtítulo en 1989 lo obtuvo Emelec por quinta vez detrás de Barcelona, que solo le sacó medio punto de diferencia en la liguilla. En el ‘Bombillo’ destacaron los uruguayos Javier Baldriz (arquero) Miguel Falero, Rubén Beninca y Juan Carlos De Lima, ellos contaron con el aporte nacional de Urlin Cangá, Pedro Batallas, Kléber Fajardo, Luis Capurro, Wellington Valdez, Enrique Verduga, Luis Castillo, Raúl Avilés, Jesús Cárdenas e Ivo Ron.

### «1980» «1981» «El descenso y ascenso de los azules»
En el Campeonato Ecuatoriano de Fútbol 1980, en esta edición estuvo marcada particularmente por el primer descenso del Club Sport Emelec, que perdió la categoría luego de 23 años de permanencia y 15 años ininterrumpidos en la Serie A. En cambio, por primera vez en los últimos 15 años, el Emelec no participó en la máxima categoría. La campaña de malos resultados significó el descenso del Club Sport Emelec a la B,
Dos goles de Fabián Paz y Miño, de El Nacional, a los 44 y 54 minutos, acabaron con las ilusiones de Emelec de mantenerse en la Serie A. El resultado (2-0) del partido jugado el 9 de noviembre de 1980, en el Olímpico Atahualpa, sepultó las aspiraciones azules, hasta ese instante campeones vigentes, de seguir en el grupo de privilegio. Una pésima campaña en esa temporada provocó que Emelec, por primera y una única vez en su historia, pierda la categoría. Las críticas responsabilizaron a la dirigencia por perjudicar al club con peleas internas, por la venta de futbolistas vitales en el título ganado en 1979 (como el goleador Carlos Miori y Ricardo Arméndariz), por no retener figuras (como el zaguero argentino Juan Manuel Sanz) y a los jugadores, por no esforzarse en la cancha, así lo decía la prensa de aquella época.
Los recordados jugadores de esa nefasta sesión, Miguel Onzari, Jorge Valdez, Rodulfo Manzo, José Marcelo Rodríguez, Juan Carlos Gómez, Johnny Falconí, Nelson Moraes, Félix Sabando, Carlos Torres Garcés, Jorge Alarcón, Lupo Quiñónez, Ubaldo Quinteros y Miguel Cedeño, entre otros, fueron integrantes del equipo que bajó a la B, que también fracasó en Copa Libertadores. Meses antes, muchos de ellos habían sido campeones. En 18 partidos lograron 14 puntos (en esa época cada juego ganado representaba dos puntos). Emelec ganó 4 encuentros, empató 6 y perdió 8, hizo 13 tantos y recibió 21.
Para exjugadores y dirigentes de esa época, la situación de 1980. “En ese año hubo problemas dirigenciales”, cuenta Elías Wated, exdirigente eléctrico. Wated dice que Emelec podía salvarse del descenso si en la segunda etapa se hacían buenas contrataciones y se hubiera mejorado el puntaje, en relación con lo hecho en la primera. Jorge Valdez, ex volante quien fue campeón y luego descendió, concuerda con Wated en que hubo desacuerdos entre la dirigencia y que el cambio de técnicos también afectó en 1980. Eduardo Ñato García renunció como DT a mediados de temporada por pugnas internas y Carlos Alberto Raffo terminó dirigiendo al equipo.
“Es un recuerdo amargo, ojalá no se repita”, dijo Valdez, Lupo Quiñónez, quien militó en Emelec entre 1975 y 1982, recordó, vía telefónica desde EE. UU., que el exceso de confianza fue el peor pecado de Emelec en esa época. “Pensábamos que por ser campeones y tener un buen equipo íbamos a estar en el mismo nivel, pero no fue así”, dijo el esmeraldeño, los futbolistas no supieron manejar la presión. “Un equipo que fue campeón sin esperarse y al año siguiente tiene la presión de mejorar, puede afectarse, nos confiamos”, recalcó. “Los dirigentes nos dijeron: Así como lo bajaron, ustedes lo suben (al equipo). Y así lo hicimos”.

### «1988»
En una noche de tempestad Johnny Fellman es elegido Presidente del Club y la responsabilidad de la Comisión de Fútbol recae en Fernando Aspiazu con la colaboración de Miguel Fellman.
Se trae como DT al uruguayo Ángel Castelnoble. Se contrata como refuerzos a tres uruguayos: el arquero Javier Baldriz, los mediocampistas Miguel Falero y Rubén Beninca; estos sumados al delantero Eduardo Aparicio. En mayo de ese año había ganado el cuadrangular amistoso Copa Ciudad de Guayaquil.
En la trigésima edición del campeonato ecuatoriano, Emelec alcanzó su sexta estrella. El torneo lo jugaron 18 equipos del país, en la primera etapa, que fue ganada por Liga de Quito. Emelec fue segundo y clasificó a los cuadrangulares finales. Los ‘eléctricos’ estuvieron en el Grupo 2, de esta parte de la competencia, y lo ganaron sumando nueve puntos, dos más que Barcelona. El grupo uno lo venció Deportivo Quito. Eléctricos y chullas se midieron en la final. En Guayaquil, Emelec se impuso 3-0, en la primera final, mientras que en Quito el resultado fue 1-1. En el global, el equipo ‘millonario’ fue campeón. Rubén Beninca fue el jugador más destacado en esa campaña. El ‘10’ uruguayo, derrochó habilidad y grandes goles en todas las canchas del país.
Al promediar la Segunda Rueda de la Primera Etapa, la dirigencia decide que Emelec juegue sus partidos de local en el recién inaugurado Estadio Monumental Isidro Romero Carbo. Para ese entonces el nuevo DT ya era el otrora jugador del club, Juan Ramón Silva.
Para ser campeón ese año el partido clave para avanzar a la final fue contra Barcelona S.C. Urlín Cangá le cometió una falta penal a Hólger Quiñónez en el minuto 90. Al cobro fue Toninho pero Baldriz contuvo el remate. El partido terminó en empate 1 a 1. Y ya para la última fecha del Grupo 2 del Cuadrangular Final; solo le bastaba con hacer prevalecer su localía ante la Universidad Católica de Quito, como en efecto sucedió al ganarle 2 a 0 y con ello obtiene el derecho a disputar la Final y por ende alcanzar clasificación a la Copa Libertadores de América después de 9 años.
La final fue contra Deportivo Quito. En el partido de ida Emelec ganó 3-0 en Guayaquil y en el de vuelta empató en Quito 1-1.
Emelec jugó un total de 42 partidos, ganó 19, empató 17 y perdió 6. Anotó 67 goles y recibió 41 para un gol diferencia de +26. Sumó 55 puntos.

#### «Final del Campeonato Nacional»
| 19 de noviembre de 1988 | Emelec                                                       | 3:0 | Deportivo Quito | Monumental, Guayaquil |  |
|                         | Rubén Beninca 20' · Enrique Verduga 70' · Jesús Cárdenas 89' |     |                 |                       |  |

| 27 de noviembre de 1988 | Deportivo Quito                 | 1:1 | Emelec                  | Olímpico Atahualpa, Quito |  |
|                         | Wellington Valdez (Autogol) 80' |     | José Federico Minda 46' |                           |  |

- Emelec se coronó campeón al ganar las finales 4 - 1 en el marcador global.

Plantilla:
Arqueros: Xavier Baldriz, Colón Navarro y Emilio Valencia. Defensas: Pedro Batallas, Jorge Fraijó, Urlin Cangá, Wellington Valdez, Ciro Santillán, Elías De Negri, Johnny Alcívar, Kléber Fajardo, Manuel Varas, Daniel Leni y Fernando Díaz. Volantes: Miguel Falero, Rubén Beninca (goleador del equipo con 17 tantos), Enrique Verduga, José Federico Minda, Vidal Pachito, Ivo Ron y Rommel Báez. Delanteros: Raúl Avilés, Jesús Cárdenas, Eduardo Aparicio, Luis Castillo, Juan Pastor Paredes, Diego Córdova y Víctor Ramos. Director Técnico: Juan Ramón Silva.

#### «Copa Ciudad de Guayaquil 1988»
La Copa Ciudad de Guayaquil 1988 Copa FIAT fue un torneo internacional de fútbol de carácter no oficial, disputado como inauguración del estadio Monumental Isidro Romero Carbo propiedad del Barcelona Sporting Club de Guayaquil.

Equipo de Emelec subcampeón del torneo ecuatoriano 1989.

 Muchas estrellas del fútbol fueron invitadas, entre ellas el histórico Edson Arantes do Nascimento (Pelé). También fueron invitados famosos como el grupo Proyecto M, Las gatitas y ratones de Porcel, Marisela, María Conchita Alonso y José Luis Rodríguez "El Puma".
 Las semifinales se disputaron el 26 y 27 de mayo, mientras que tanto el partido de tercer lugar como la final se los realizó el 29 de mayo. Se coronó campeón el Club Sport Emelec.

##### «El Monumentalazo»
Para fines de mayo de 1988, Barcelona programó la realización de un cuadrangular internacional que se denominó torneo Inauguración, con la presencia de tres equipos invitados, Peñarol de Paraguay, F.C. Barcelona de España, Emelec de Ecuador En extraordinaria jornada con todas las luces y destellos de una apoteósica fiesta, se desarrolló el 26 de mayo el encuentro entre el Barcelona local y el catalán. El 27 de mayo, los ‘eléctricos’ derrotaron 2-1 a Peñarol, en una noche de doblete anotados por Ney Raúl Avilés.
De esta manera, el cuadrangular tenía un encuentro especial, se medían dos equipos guayaquileños, dos conjuntos tradicionales, los rivales de barrio, se trataba de un espectáculo incomparable, el Clásico del Astillero, importante eslabón de la cultura de la ciudad y del país, se enfrentaban en la final, y pasaría a ser el primer Clásico en el nuevo estadio.
El domingo 29 de mayo de 1988, los equipos del Astillero saltaron a la cancha con estas formaciones:
‘Canarios’: Carlos Luis Morales; Jimmy Izquierdo, Jimmy Montanero, Hólger Quiñónez, Claudio Alcívar; Tulio Quinteros, Toninho Vieira, Galo Vásquez; Mauricio Argüello (luego ingresó Johnny Proaño), el argentino Jorge Alberto Taverna y Luis Ordóñez.
‘Azules’: En el arco el uruguayo Javier Baldriz; Ciro Santillán, Kléber Fajardo, Urlin Cangá, Pedro Pablo Batallas; José Federico Minda (luego Ivo Ron), el uruguayo Miguel Falero (luego Elías de Negri), Enrique Verduga, el también uruguayo Rubén Beninca; Ney Raúl Avilés, Jesús Cárdenas (luego Eduardo Aparicio y Luis Castillo).
El estadio lucía completamente lleno, sin espacio para más espectadores, el clima de Clásico estaba instalado en las gradas, era una celebración espectacular, con un preliminar de lujo, con victoria de FC Barcelona 4-1 sobre Peñarol, es decir contaba con todos los ingredientes necesarios para una velada inolvidable. Tuvo la tónica de casi todos los clásicos, fue un partido disputado, trabado, con algunos roces, muy parejo, hasta que en el minuto 71, una gran habilitación de Raúl Avilés puso en situación de gol a Rubén Beninca, quien con zurdazo fuerte, bien dirigido, doblegó la resistencia de Morales y el último intento de Claudio Alcívar.

Emelec ganó 1-0 y se adjudicó un enorme trofeo, dio la vuelta olímpica en la casa de su eterno rival, naciendo una de las leyendas más trascendentales del fútbol ecuatoriano. por el hecho de haberles arruinado la fiesta inaugural, se escucha todavía que el estadio debería llevar el nombre de Beninca, se habla del “Monumentalazo”.
|  | Semifinales  | Semifinales |   |              | Final        | Final |  |
|  |              |             |   |              |              |       |  |
|  |              |             |   |              |              |       |  |
|  |              |             |   |              |              |       |  |
|  | Barcelona SC | 2           |   |              |              |       |  |
|  | FC Barcelona | 1           |   |              |              |       |  |
|  |              |             |   |              |              |       |  |
|  |              |             |   |              |              |       |  |
|  |              |             |   |              | Barcelona SC | 0     |  |
|  |              | Emelec      | 1 |              |              |       |  |
|  |              |             |   |              |              |       |  |
|  |              |             |   |              |              |       |  |
|  |              |             |   |              | 3º puesto    |       |  |
|  |              |             |   |              |              |       |  |
|  | Emelec       | 2           |   | FC Barcelona | 4            |       |  |
|  | Peñarol      | 1           |   |              | Peñarol      | 0     |  |

## Década de los 90 «1° Bicampeónato Nacional»
En los años 90 Emelec volvió a los puestos estelares, y ningún emelecista ha podido tampoco olvidar a la pareja que consiguió 53 goles entre los dos, en 1996: Ariel Graziani y Carlos Alberto Juárez.
El 2 de septiembre de 1990, Emelec consiguió la máxima goleada en la historia de los Clásicos del Astillero, al golear de 0 a 6 a Barcelona Sporting Club en el estadio Monumental.

Plantilla de Emelec 1991.

En 1991 realizó un Cuadrangular de Reinauguración del estadio George Capwell debido a la ampliación del escenario deportivo, Emelec ganó el torneo venciendo en la final a Santos de Brasil.
En 1992, Emelec tuvo el mejor equipo en cuanto a rendimiento del campeonato, pero al final de la temporada, por falta de jerarquía (debido a que la mayoría de los jugadores eran jóvenes) se les escapó el título.
En 1993 y 1994, los mismos jóvenes lograron ser Bicampeones obteniendo los dos años seguidos el título máximo del Ecuador.
1995, fue el año en que Emelec hizo su mejor campaña en Copa Libertadores quedando entre los cuatro primeros de América. Luego de una sacrificada clasificación en la primera ronda ante los poderosos Palmeiras y Gremio de Porto Alegre, Emelec logra eliminar del certamen a El Nacional ganándole 2x0 en el Estadio Atahualpa, en un partido memorable. Luego elimina a Cerro Porteño en octavos de final y al Sporting Cristal en cuartos de final. En semifinal cae ante el Gremio de Porto Alegre que a la postre sería el campeón de la Copa Libertadores en ese año.
En la Copa Libertadores 1995 fue semifinalista, clasificó en la fase de grupos que era conformada por equipos de Ecuador y Brasil, en octavos de final venció a Cerro Porteño de Paraguay, en cuartos de final a Sporting Cristal de Perú, y en semifinales fue eliminado por Gremio de Brasil, equipo que se proclamó campeón del certamen. En 1996 se formó la mejor dupla del fútbol ecuatoriano de los últimos años con Ariel Graziani y Carlos Alberto Juárez (entre los dos marcaron 53 goles).
En 1999 la dirigencia de Barcelona Sporting Club invitaría a Emelec a jugar la vi edición de la Noche Amarilla, en su primera invitación Emelec categóricamente ganó sobre su acérrimo rival de barrio, la noche de gala terminó con victoria de Emelec 0 a 2 con goles de Otilino Tenorio y Carlos Alberto Juárez.

### «1991» «Copa del Pacífico»
Nassib Nehme a inicios de la década de los 90 comenzaba a rescatar el estadio Capwell haciéndolo un funcional escenario deportivo. Para celebrar este acontecimiento decidió organizar este evento histórico, "La Nueva Copa del Pacífico". En 1991 se realizó un Cuadrangular de Reinauguración del estadio George Capwell, hay quienes señalan que ese torneo debería ser considerado como Copa del Pacífico 1991. En el participaron Emelec de Ecuador, Universitario de Perú, Independiente de Argentina y Santos de Brasil. La final ganó Emelec 1-0 a Santos.
Para la reinauguración del estadio George Capwell en 1991 se realizó un torneo internacional de fútbol de carácter no oficial. Muchos consideran a este torneo además como Copa del Pacífico 1991. La primera fase de semifinales se la disputó el 26 de mayo y la final el 31 del mismo mes. Se coronó campeón el Club Sport Emelec.
|  | Semifinales   | Semifinales |   |  | Final  | Final |  |
|  |               |             |   |  |        |       |  |
|  |               |             |   |  |        |       |  |
|  | Emelec        | 3           |   |  |        |       |  |
|  | Universitario | 1           |   |  |        |       |  |
|  |               |             |   |  |        |       |  |
|  |               |             |   |  |        |       |  |
|  |               |             |   |  | Emelec | 1     |  |
|  |               | Santos      | 0 |  |        |       |  |
|  |               |             |   |  |        |       |  |
|  |               |             |   |  |        |       |  |
|  |               |             |   |  |        |       |  |
|  |               |             |   |  |        |       |  |
|  | Santos        | 1           |   |  |        |       |  |
|  | Independiente | 0           |   |  |        |       |  |

### «1993»
Con el mandato en la Comisión de Fútbol del empresario Nassib Neme, este decide continuar con el proceso iniciado en 1992 bajo la batuta del DT Salvador Capitano; en donde a pesar de que tenía la mejor plantilla con el mejor juego, los caprichos del deporte impidieron que el mejor de todos en 1992 no rematara con el cetro ese año.
De aquel equipo, se ratifica al argentino Marcelo "Bocha" Benítez. El arquero Jacinto Espinoza pasa al Alianza Lima de Perú; se lo suple con la contratación de los arqueros Álex Cevallos y Erwin Ramírez. Luis Capurro es cedido a préstamo por media temporada al Club Cerro Porteño de Paraguay y el argentino Marcelo "Pepo" Morales juega medio año en el fútbol japonés. Estos dos últimos retornan al Club al promediar la Segunda Etapa y se suman a la nueva contratación, el atacante argentino Luis Roberto Oste.
El partido más recordado fue ante Barcelona S.C en el estadio Monumental. En aquel partido, Vidal Pachito marcó el único gol y el de la victoria faltando 3 minutos para el final. Con el triunfo, Emelec le arrebató la punta a su archirrival a falta de 3 fechas para culminar el campeonato.
De la mano de Salvador Capitano, como director técnico, Emelec consiguió su séptima corona nacional. En ese año el torneo se jugó con 12 equipos, en dos etapas y una liguilla final. La primera y la segunda etapa se realizaron en dos grupos de seis equipos cada uno. En la primera ‘El Bombillo’ ganó el grupo 1, clasificando al octagonal final. En la segunda etapa fue tercero. La definición por el título, en la liguilla final, estuvo muy apretada. Emelec fue campeón con 19 puntos, tan solo uno más que Barcelona S.C. La figura de esa campaña azul fue el zaguero Iván Hurtado. ‘Bam-bam’ fue solvente atrás y además marcó el gol del título ante el Green Cross en Manta, de tiro libre.
El partido final fue ante Green Cross, en el Estadio Jocay de Manta. Un gol de tiro libre de Iván Hurtado hizo que Emelec obtenga su séptima corona.
Emelec en la Liguilla jugó 14 partidos, ganó 9, empató 1 y perdió 4. Anotó 27 goles y recibió 9 para un gol diferencia de +18. Sumó 19 puntos, uno más que Barcelona.
Plantilla:
Arqueros: Emilio Valencia, Álex Cevallos y Erwin Ramírez Defensas: Dannes Coronel, Máximo Tenorio, Iván Hurtado, Luis Capurro, Fabricio Capurro, Ángel Hurtado, Augusto Poroso, Diego Moreno, Tomás Arboleda y José Federico Minda. Volantes: Kléber Fajardo, Enrique Verduga, Vidal Pachito, Eduardo Smith, Joaquín Mina, Marco Caicedo y Marcelo Morales. Delanteros: Ángel Fernández, Jesús Cárdenas, Humberto Garcés, Luis Castillo, Jorge Batallas, Iván Burgos, Javier Balladares, Javier Medina y Luis Roberto Oste (goleador del equipo con 14 tantos). Director Técnico: Salvador Capitano.

#### «Copa del Pacífico»
La Copa del Pacífico 1993, fue un torneo internacional de fútbol de carácter no oficial, disputado en el estadio George Capwell de Guayaquil. Los participantes de esta edición fueron Millonarios de Colombia (campeón del pasado torneo), Cobreloa de Chile, Emelec y Barcelona S.C de Ecuador.
En la primera jornada Emelec venció a Millonarios y Barcelona S.C superó a Cobreloa, por lo que la final fue un Clásico del Astillero que ganó Emelec 2-0 para coronarse campeón. La primera fase de semifinales se la disputó el 7 de febrero, mientras que el partido por tercer puesto y la gran final se los realizó el 10 del mismo mes. Los equipos participantes fueron: Millonarios Fútbol Club (ganador de la edición anterior), Club Sport Emelec, Barcelona Sporting Club y Club de Deportes Cobreloa. Se coronó campeón el Club Sport Emelec.
|  | Semifinales | Semifinales |   |          | Final       | Final |  |
|  |             |             |   |          |             |       |  |
|  |             |             |   |          |             |       |  |
|  |             |             |   |          |             |       |  |
|  | Emelec      | 1           |   |          |             |       |  |
|  | Millonarios | 0           |   |          |             |       |  |
|  |             |             |   |          |             |       |  |
|  |             |             |   |          |             |       |  |
|  |             |             |   |          | Emelec      | 2     |  |
|  |             | Barcelona   | 0 |          |             |       |  |
|  |             |             |   |          |             |       |  |
|  |             |             |   |          |             |       |  |
|  |             |             |   |          | 3º puesto   |       |  |
|  |             |             |   |          |             |       |  |
|  | Barcelona   | 2           |   | Cobreloa | 5           |       |  |
|  | Cobreloa    | 1           |   |          | Millonarios | 1     |  |

### «1994»
El mecenas del Club, Enrique Ponce Luque, es elegido Presidente de la Institución. Mientras que la Comisión de Fútbol es liderada por el entonces banquero Fernando Aspiazu.
Se ratifica la base del equipo que había conseguido el título del año anterior bajo la tutela de Salvador Capitano.
La dirigencia emelecista sacude el ambiente futbolístico con la contratación de Walter Pico, (la primera en rebasar el millón de dólares en el país); además del delantero argentino Juan Carlos Almada. De manera definitiva se adquieren los servicios de los arqueros Jacinto Espinoza y Álex Cevallos. Se consigue el préstamo del quiteño Héctor Ferri y del brasileño Eduardo Dos Santos "Edú". Y retorna al equipo Ivo Ron.
Sobre la marcha de la Copa, Salvador Capitano es sustituido por el DT argentino Mario Zanabria, quien dirige al equipo hasta la terminación de la Primera Etapa.
Es ahí cuando la dirigencia decide nacionalizar el equipo al rescindir los servicios de toda la costosa cuota foránea y se entrega el mando técnico al otrora jugador Carlos Torres Garcés. Se consigue el préstamo del delantero Eduardo Hurtado y se toma la decisión de aclimatarse en Quito para los enfrentamientos de la Liguilla, a la que había clasificado sin bonificación.
El primer bicampeonato en torneos nacionales para Emelec fue difícil de obtener. Una crisis interna llegó al club y eso desembocó en la salida de Salvador Capitano de la estrategia. En su reemplazo llegó Carlos Torres Garcés, que lideró al club a su octava corona. En la primera etapa del torneo, pese a tener en sus filas a Walter Pico (el extranjero más caro de la historia del fútbol ecuatoriano hasta ese momento), Emelec no pudo clasificar a la liguilla final. En la segunda etapa al ser segundo, lo metió en la fase final. En la liguilla, los azules se coronaron ganadores del torneo tras superar a El Nacional en la tabla de ubicaciones. Destacó en ese equipo campeón, Eduardo ‘el tanque’ Hurtado que metió 12 goles en el torneo.
Fue el primer Bicampeonato nacional de Emelec en el Campeonato Nacional Ecuatoriano, porque ya había conseguido su primer Bicampeonato a nivel local en el 1956 y 1957 en el Campeonato de Guayaquil. En la última fecha del campeonato, Emelec empató en Quito con Aucas 1-1 y tuvo que esperar el partido entre Barcelona S.C y El Nacional en Guayaquil. El Nacional tenía que ganar para ser campeón. El partido terminó empatado 2-2.
Emelec en la Liguilla jugó 10 partidos, ganó 5, empató 4 y perdió 1. Anotó 15 goles y recibió 4 para un gol diferencia de +11. Sumó 14 puntos, 0,5 más que El Nacional.
Plantilla:
Arqueros: Jacinto Espinoza, Álex Cevallos y Emilio Valencia. Defensas: Luis Capurro, Dannes Coronel, Máximo Tenorio, Iván Hurtado, Augusto Poroso, Ángel Hurtado, Fabricio Capurro y Héctor Ferri. Volantes: Ivo Ron, Enrique Verduga, Kléber Fajardo, Jorge Batallas, Eduardo Smith, Vidal Pachito, José Federico Minda, Marco Caicedo, Joaquín Mina, Eduardo Dos Santos, Marcelo Morales y Walter Pico. Delanteros: Ángel Fernández, Eduardo Hurtado (goleador del equipo con 12 tantos), Humberto Garcés, Luis Castillo, Javier Medina, Iván Burgos y Juan Carlos Almada. Director Técnico: Carlos Torres Garcés.

### «1996»
En 1996, Emelec tenía una de las duplas más goleadoras del fútbol ecuatoriano: Juárez-Graziani y un buen plantel de jugadores nacionales. En ese año salen de Emelec jugadores insignes como Ivan Hurtado, Máximo Tenorio y Luis Capurro. Internacionalmente, Emelec participa en la Copa Conmebol, llegando hasta cuartos de final. En aquel torneo, Emelec logra su primera victoria en canchas brasileñas, al derrotar 1x0 en Río al Vasco da Gama, con gol de Angel Fernández, sin embargo este importante resultado no le alcanza para clasificar a la siguiente ronda de la Copa. Vuelven los problemas económicos tras la salida de algunos dirigentes de la comisión de fútbol y Emelec pese a ganar partidos importantes (dos clásicos al hilo y una goleada a El Nacional) no pudo quedarse con el título, obteniendo un vicecampeonato.
El Emelec 1996: Álex Cevallos, Ivo Ron, Luis Capurro, Augusto Poroso, Enrique Verduga, Máximo Tenorio, Carlos Juárez, Kléber Fajardo, Ariel Graziani, Dannes Coronel y Eduardo Smith, jugadores de la plantilla azul de 1996.
La temporada de 1996, tuvo excelente racha en el arranque del año, gracias al ataque letal de los argentinos Ariel Graziani y Carlos Alberto Juárez. En las cinco primeras fechas de 1996, los millonarios –conducidos por el uruguayo Ángel Castelnoble– además de ser los punteros con 15 unidades, dominaban en la tabla de artilleros con los 12 goles que sumaban Graziani (7) y Juárez (5). El nacionalizado Graziani, recuerda esa época: “Teníamos un gran equipo, con Jacinto Espinoza en el arco y a veces Álex Cevallos, a Dannes Coronel, que se proyectaba mucho; a Luis Capurro (antes de irse al Racing de Avellaneda en agosto de 1996), alguien con mucha experiencia; Kléber Fajardo, Enrique Verduga, Ángel el Cuchillo Fernández, y estábamos el "Cuqui" Juárez y yo que nos complementábamos en el ataque”...“Formamos un grupo lindo. Teníamos un equipo en el que casi todos éramos delanteros, todos íbamos para adelante”, relata el exatacante, que ese año llegó a Emelec proveniente del Aucas, que lo trajo en 1995.
La mayor goleada la consiguió el cuadro de Castelnoble de local, 7-0 sobre el Técnico Universitario. Vale destacar que en aquella temporada Emelec contaba con el uruguayo Ángel Castelnoble como técnico, y tenía en la dupla argentina compuesta por Ariel Graziani y Carlos Juàrez, como los máximos goleadores del equipo, con siete y cuatro tantos respectivamente. Aunque también se registra el 6-0 sobre Barcelona S.C en el año 1990 (la máxima goleada en los clásicos), fue el 8 de octubre de 1995 cuando los 'eléctricos' alcanzaron el marcador más abultado, el 8-0 ante 9 de Octubre, en el último encuentro del conjunto octubrino en la primera categoría. Los cinco triunfos del equipo de 1996 fueron los siguientes en su orden: Emelec 4 – Espoli 0, Green Cross 0 – Emelec 2, Emelec 2 – Aucas 1, D.Quito 1 – Emelec 2, Emelec 7 – Técnico Universitario 0.
Graziani, quien al final de esa temporada se proclamó goleador del torneo con 29 tantos, recuerda claramente su debut con los azules. “En la primera fecha nos enfrentamos al Espoli, en el estadio Modelo, porque no jugábamos en el Capwell. Quedamos 4-0 con dos goles del Cuqui y dos míos. Castelnoble era el técnico y Omar Quintana estaba en la directiva”. En ese cuerpo técnico también estaba el DT Ricardo "El Bocha" Armendáriz, quien tras la renuncia de Castelnoble sobre el final del año, asumió la dirección y quedó Subcampeón. Aunque la campaña perfecta de arranque y sistema de juego eran similares, Graziani, Fajardo y Armendáriz coinciden en que una dupla de ataque tan productiva como la de 1996 “no se ha vuelto a repetir”.
El máximo goleador histórico de Emelec, Carlos Alberto "El Cuqui" Juárez, expresó que si tiene que elegir entre su mejor instancia defendiendo la camiseta azul fue en 1996 pese a perder la final frente a El Nacional por el torneo local. El argentino nacionalizado ecuatoriano fue el segundo jugador que más goles anotó (24) por debajo de su compañero de fórmula Ariel Graziani (29).
El DT Ricardo el Bocha Armendáriz, cuenta que pese al buen inicio, Emelec tuvo problemas extra futbolísticos para rematar el año y se resignó al vicecampeonato. “Yo era el asistente de Castelnoble, y a cinco fechas para terminar el torneo, él renunció. Hubo problemas por pagos y teníamos que jugar un Clásico el miércoles y los jugadores no querían entrenar, allí me entregan el equipo, pero nos presentamos y vencimos 1-0 a Barcelona S.C; de allí, el domingo, en el Modelo volvimos a ganar el otro clásico 3-0; luego, 7-0 a D. Quito; perdimos 1-0 con D. Cuenca; y a El Nacional 3-0 para ganar la etapa; pero en la final ante El Nacional perdimos 2-1 aquí y 2-0 en Quito".
Kléber Fajardo, ex volante conductor del Emelec de 1996, dijo: "se ganaron los Clásicos en menos de 4 días, esos fueron los resultados que aseguraron el pase a la Copa de 1997”, quien fue uno de los más experimentados de ese grupo. Aunque no se logró el título, “1996 fue un año muy bueno. Se formó un buen equipo que mezcló experiencia y juventud”, relata Fajardo, quien cita a otros excompañeros: Eduardo Smith, Ivo Ron, Wilson Carabalí, Augusto Poroso, “gente con peso futbolístico, a lo que se sumaron los chicos a los que luego les llamarían extraterrestres”.
Los ‘eléctricos’ disputaron dos partidos finales con El Nacional, las victorias de visita y en casa, de los ‘militares’, les permitieron quedarse con el cetro. Los pilares ‘azules’ fueron los gauchos Ariel Graziani (el goleador del torneo), Carlos Alberto Juárez, además de los arqueros nacionales Álex Cevallos y Jacinto Espinoza.

### «1997» «1998»
En 1997, Omar Quintana tomó la presidencia de la Comisión de Fútbol. Quintana tenía un proyecto en mente que consistía en el rejuvenecimiento del plantel y ascendió a varias futbolistas jóvenes de las categorías inferiores Sub-20, moviendo una gran campaña de marketing para bautizar a los muchachos como "Los Extraterrestres".
En la temporada de 1998 Emelec fue subcampeón, fue derrotado en la final por LDU (Q), los ‘azules’ ganaron en la ida 1-0. En Quito, los ‘albos’ los golearon 7-0 en Casa Blanca. Este año Iván Kaviedes estableció el récord, aún vigente, de 43 tantos. Las figuras del Emelec fueron los argentinos Carlos Alberto Juárez y Jorge Vásquez, además del boliviano Marco Etcheverry, y ese año significó la consagración de Jaime Iván Kaviedes quien fue titular desde el comienzo de la temporada, asistiendo para sus goles Carlos Alberto Juárez, Kaviedes superó el récord de más goles en una temporada del fútbol ecuatoriano el 6 de diciembre en el Jocay de Manta en un partido ante Delfín, anteriormente el récord ostentaba Ángel Liciardi desde 1975 (36 goles). Kaviedes logró finalmente terminar la temporada con 43 tantos, lo que le valió para que la IFFHS (Federación Internacional de Historia y Estadística del Fútbol), lo premie como el máximo goleador del mundo de ese año, siendo el único futbolista ecuatoriano en conseguir dicha distinción.

#### «Los Extraterrestres»
El 97 toma la batuta de la comisión de fútbol Omar Quintana Baquerizo. Llegaron a Emelec algunos jugadores extranjeros que no llenaron las expectativas. La fórmula Juárez-Graziani continuaba con su racha goleadora. Emelec fue irregular en sus partidos y eso le costó quedar sin chance para disputar el campeonato y clasificar a Libertadores.
Para 1998, Omar Quintana apuesta por una nueva generación de jugadores que se venían formando de las divisiones menores gracias al trabajo de un grupo de dirigentes que conformaban la Fundación Capwell. Los nombres de Jaime Iván Kaviedes, Moisés Candelario, Carlos Ramón Hidalgo, Pavel Caicedo, Luis Moreira, Giancarlos Ramos, Manuel Mendoza, Carlos García, entre otros, iban siendo reconocidos por la afición. A esta generación se la bautizó como “Los Extraterrestres”. Continúan en Emelec los experimentados Alex Cevallos, Eduardo Smith, Wilson Carabalí y Carlos Alberto Juárez, contratándose al argentino Jorge “Gallego” Vásquez.
En la etapa del Apertura, los muchachos “extraterrestres” deslumbraron con su fútbol, en especial el goleador Jaime Iván Kaviedes que con sus 43 goles terminó rompiendo un récord que por muchos años lo conservaba Angel Liciardi, además de ser declarado como máximo goleador mundial de la temporada 1998. Emelec queda primero en dicha etapa y asegura su clasificación a la Libertadores y a la finalísima del Campeonato. Por su parte, Kaviedes fue transferido al fútbol italiano y luego al fútbol español.
La etapa de clausura fue muy irregular para Emelec. Se contrata a Marco Antonio Etcheverry para que refuerce la media cancha, pero jugó muy pocos partidos. Emelec tuvo que conformarse con el vicecampeonato nacional. Las temporadas del 1999 y del 2000 fueron en resultados futbolísticos muy similares. A Emelec se le escapaba en las últimas fechas el título nacional, teniéndose que conformar con un tercer puesto y la consiguiente clasificación a la Copa Libertadores. El grupo de jugadores formados en la cantera, "Los Extraterrestres", dieron resultado en los años 2001 y 2002 obteniendo el bicampeonato.

##### «Kaviedes: El goleador mundial»
La temporada de 1998 significó la consagración de Jaime Iván Kaviedes. Fue titular desde el comienzo de la temporada junto a Carlos Alberto Juárez. En el comienzo de ese año, el 7 de marzo, marcó dos tantos en la goleada de Emelec al Olmedo 4-0, volvió a anotar en la tecera fecha ante Técnico Universitario, luego ante El Nacional, Liga de Quito, Espoli y así sucesivamente para terminar la Primera Etapa con 10 goles.
Poco a poco la posibilidad de que el viejo récord de goles del fútbol ecuatoriano que ostentaba Ángel Liciardi desde 1975 (36 goles), pudiera ser superado. Ahora el público iba a los estadios a ver si "El Nine" Kaviedes anotaba algún gol. La hinchada con un cartel iba llevando la cuenta de los goles, haciendo juego con el nombre del jugador: Iván, bajo el cual ponía el número de anotaciones.
El 6 de diciembre, en el Jocay de Manta, Emelec enfrentó al Delfín, coincidentemente, el equipo al que enfrentó Kaviedes en su debut. Corría el minuto 38 del segundo tiempo y Jaime Iván Kaviedes anota el tercer gol para su equipo y el número 36 de la temporada, para así igualar el récord de Liciardi. Pero ocho minutos más tarde, consiguió un gol más, para poner las cifras 4-2 a favor de Emelec y establecer un nuevo récord. Había quedado solo frente al arco, y con un quiebre engaña al arquero dentro del área chica poniendo el esférico en el ángulo bajo derecho del arquero. El público le proporcionó una ovación inolvidable, algunos fanáticos ingresaron a la cancha, el partido tuvo que ser momentáneamente suspendido. Finalmente concluyó el encuentro y él ya había ingresado a la historia del fútbol ecuatoriano.
Kaviedes logró finalmente terminar la temporada con 43 tantos, lo que le valió para que la IFFHS (Federación Internacional de Historia y Estadística del Fútbol), lo premie como el máximo goleador del mundo en 1998, siendo el único jugador ecuatoriano que ha logrado dicha distinción junto a jugadores como Zinedine Zidane y Ronaldo.

## Década del 2000 «2° Bicampeónato Nacional»
En 2000 Emelec vuelve a ganar la noche amarilla, el Barcelona Sporting Club repitió de rival a Emelec. Barcelona empezó ganando el partido, en el medio tiempo hubo una disputa entre jugadores y técnico de Barcelona. El segundo tiempo Emelec empató con gol de Augusto Poroso, terminando empatado 1 a 1 el partido.
En el 2001, al haber sido campeón de Ecuador y subcampeón de la Copa Merconorte, Emelec fue elegido como 28.º mejor equipo del mundo por la IFFHS.
Ese año además se realizó la Gira de Emelec en México 2001, en la que ganó tres de los cuatro partidos que disputó.
Varios de "Los Extraterrestres", jugadores provenientes de la cantera de Emelec, fueron artífices en los logros del 2001, y repitieron ser campeones de Ecuador nuevamente el 2002, consiguiendo el tercer Bicampeonato nacional para su Palmarés y segundo Bicampeonato del club en la Serie A de Ecuador.
En el 2003 Barcelona Sporting Club por la conocida Noche Amarilla enfrentó nuevamente a Emelec, consiguiendo una victoria 3 a 0, en este partido que no solamente fue la Noche Amarilla, sino también el partido de ida en disputa del Trofeo AsoGuayas El Universo que se definiría días después en el partido de presentación de Emelec, que ganó como local 2-1, y ya que ese torneo tenía como reglamentación no validar el gol diferencia sino solamente los puntos, se tuvo que definir en penales, donde Emelec ganó 4 a 3. Los años 2004 y 2005 fueron ajenos a resultados positivos.
En el 2006 Emelec estuvo a punto de consagrarse campeón, pero se tuvo que conformar con el segundo lugar, por tercera ocasión Emelec fue vicecampeón, detrás del equipo ‘militar’, El Nacional consiguió su título 13 y superó por 2 puntos a los ‘millonarios’ en la liguilla. Fue el gran año para los gauchos Luis Miguel Escalada (goleador del certamen), Marcos Mondaini y el arquero Marcelo Elizaga, con el aporte del colombiano Luis Guillermo Rivera y los nacionales Carlos Quiñónez, José Aguirre, Juan Triviño, José Luis Quiñónez, Armando Paredes, Cristian Noboa, Jorge Ladines y Michael Arroyo.
Los dos años siguientes, 2007 y 2008, debido a pésimos manejos dirigenciales, Emelec no logró clasificar a la Liguilla Final. Desde el año 2007 al partido de presentación del equipo se lo conoce popularmente como la "Explosión Azul". La Explosión Azul es un partido de fútbol amistoso en el que el Club Sport Emelec presenta cada año el plantel de su equipo de fútbol. Desde hace muchísimos años antes al partido de presentación de Emelec se lo llamaba la Noche Azul (o "Tarde Azul" dependiendo de la hora del partido), y desde el 2007 se lo conoce popularmente como Explosión Azul. Se lo nombró Explosión Azul por primera vez el 2007, y para los siguientes años la gente lo siguió llamando de igual manera. Siempre se realiza un partido de fútbol entre Emelec y un equipo invitado, y previamente hay espectáculos como pirotecnia, presentaciones artísticas y musicales. El encuentro siempre es el primer partido formal del año de Emelec en el estadio Capwell.Emelec se mantiene invicto.
Llegó el final de la Primera Década del presente siglo XXI, en el año 2009 el club cumplió 80 años. Nassib Neme asumió la presidencia de la comisión de fútbol de Emelec y renovó el equipo. Emelec ganó la primera etapa del torneo, aunque al final del año quedó en tercer puesto, fue el equipo que más puntos consiguió durante todo el año.

### «2001»
En este año, la presión para el equipo eléctrico era grande, tras siete años de sequía la hinchada presionaba a Omar Quintana, presidente de la Comisión de fútbol. El encargado de guiar ese título fue Carlos Sevilla, que alzó su primera corona ecuatoriana como DT. El jugador más destacado de ese campeonato fue Carlos Alberto Juárez, el delantero tras centro de Walter Ayoví metió el gol del título, en el partido final de la liguilla ante El Nacional. Emelec llegó a la Liguilla tras ganar la segunda etapa del torneo, en la primera fue sexto, tras una mala campaña.
Pocos días antes del último partido de Emelec en el campeonato, se había coronado Subcampeón de la Copa Merconorte enfrentando en la final a Millonarios de Colombia hasta la lotería de los penales.
Pese a la acumulación de partidos por ser protagonista dos torneos, Emelec consiguió ser campeón de Ecuador y volvió a dar la vuelta olímpica en el Estadio Capwell.
En la última fecha de la Liguilla del campeonato, Emelec jugó contra El Nacional, que solo le bastaba el empate para ser campeón. Faltando 13 minutos para que se acabe el partido, un cabezazo de Carlos Alberto Juárez le dio el título a Emelec, además de consagrarse goleador del torneo.
Emelec en la Liguilla jugó 10 partidos, ganó 6, empató 1 y perdió 3. Anotó 13 goles y recibió 11 para un gol diferencia de +2. Sumó 22 puntos (3 de bonificación por el 1.er lugar en la Segunda Etapa), uno más que El Nacional.
Plantilla:
Arqueros: Daniel Viteri, Rorys Aragón y Juan Carlos Zambrano. Defensas: Augusto Poroso, Wilson Carabalí, Jhon Cagua, Luis Zambrano, Carlos Quiñónez, Franklin Corozo, Juan Triviño, Pavel Caicedo, Pedro Aguirrez, Bebeto Quinteros, Enrique Baquerizo y Vladimir Montaño. Volantes: Moisés Candelario, Wellington Sánchez, Richard Borja, Carlos Hidalgo, José Aguirre, Walter Ayoví, Jaime Caicedo, Rafael Manosalvas, Joffre Pachito, Darío Fabbro, Luis Moreira y Rómulo Lara. Delanteros: Carlos Alberto Juárez (goleador del equipo con 17), Otilino Tenorio, Christian Gómez, Moisés Cuero, Roberto Ponce, Christian Peralta y Jack Villafuerte. Director Técnico: Carlos Sevilla.

#### «Final Copa Merconorte 2001»
En el 2001 Emelec fue vicecampeón de la Copa Merconorte, torneo internacional oficial de la Conmebol y antecesora de la Copa Sudamericana. En la fase de grupos se ubicó primero sobre el campeón reinante Atlético Nacional de Colombia, Universitario de Perú y Club Blooming de Bolivia. La semifinal fue ante Santos Laguna en México, donde perdió el juego de ida 4-1 en el Estadio Corona de Torreón. La revancha en Guayaquil finalizó con el mismo marcador, pero en favor de los azules (4-1), por lo cual se llegó a la definición desde el punto penal donde Emelec se impuso 4-2. La final la disputó contra Millonarios de Bogotá, en el partido de ida en Colombia empataron 1-1 y en el de vuelta el 20 de diciembre se disputó el partido en Guayaquil, el cual finalizó con el mismo marcador pese a que Millonarios comenzó ganando con gol de Juan Carlos Jaramillo (m29). La igualdad de Emelec la anotó Otilino Tenorio (m50). Obtuvieron el mismo resultado, por lo que se realizó la definición por la "lotería" de los penales, donde ganó el equipo colombiano. En aquel torneo se consagró como máximo goleador Otilino Tenorio, quien lamentablemente falleció en el año 2005.
| 13 de diciembre de 2001 | Millonarios | 1:1 (0:0) | Emelec      | Estadio El Campín, Bogotá              |                                        |
|                         | Castro 76'  | Reporte   | Tenorio 75' | Árbitro(s): Luis Solórzano (Venezuela) | Árbitro(s): Luis Solórzano (Venezuela) |

| 20 de diciembre de 2001 | Emelec                             | 1:1 (0:1) (1:3 p.)         | Millonarios                          | Estadio Capwell, Guayaquil                                          |                                                                     |
|                         | Tenorio 50'                        | Reporte                    | Jaramillo 29'                        | Asistencia: 21.000 espectadores Árbitro(s): Gilberto Hidalgo (Perú) | Asistencia: 21.000 espectadores Árbitro(s): Gilberto Hidalgo (Perú) |
|                         |                                    | Tiros desde el punto penal |                                      |                                                                     |                                                                     |
|                         | Hidalgo · Tenorio · Poroso · Cagua |                            | Rivera · Orrego · Castro · Gutiérrez |                                                                     |                                                                     |

### «2002»
El último campeonato que ganó Emelec fue inesperado. Los millonarios no ganaron ni la primera ni la segunda etapa. Su clasificación se da por el tercer lugar obtenido en la primera parte del torneo. En la liguilla Emelec renació y pudo, de la mano del técnico Rodolfo Mota, llegar a la última jornada con chances matemáticas de quedar campeón. Augusto Poroso se convirtió en la figura. El defensor se mandó la jugada de la vida y en el último minuto del partido final ante Aucas, sacó una chilena y entregó el título número 10 al bombillo, cuando nadie lo esperaba.
Emelec llegó a la última fecha de la Liguilla en tercer lugar, a un punto de Barcelona S.C y El Nacional, quienes eran los más opcionados para llevarse el título, por lo que el trofeo fue llevado a la ciudad de Quito, donde jugaban estos equipos.
Barcelona empataba con Liga de Quito 0-0 en Casa Blanca y El Nacional cayó 1-4 ante Deportivo Quito en el Olímpico Atahualpa. Emelec empataba con Aucas 1-1 hasta que faltando 2 minutos para el final del partido, Augusto Poroso metió un golazo chilena tras un centro de Carlos Andrés Quiñónez y decretó el 2-1 a favor de Emelec para consagrarse campeones. Después de la culminación de este encuentro, se debió esperar a que el trofeo de Campeones sea trasladado a Guayaquil para la premiación.
Emelec en la Liguilla jugó 10 partidos, ganó 6, empató 1 y perdió 3. Anotó 15 goles y recibió 14 para un gol diferencia de +1. Sumó 20 puntos (1 de bonificación por el 3.er lugar en la Primera Etapa), uno más que Barcelona.
Plantilla:
Daniel Viteri,
Carlos Andrés Quiñónez,
Augusto Poroso,
Luis Zambrano,
Wilson Carabalí,
Carlos Hidalgo,
Richard Borja,
Wellington Sánchez,
Walter Ayoví,
Carlos Alberto Juárez (goleador del equipo con 17 tantos),
Otilino Tenorio,
Rorys Aragón,
Juan Triviño,
Pavel Caicedo,
Moisés Candelario,
Rafael Manosalvas,
Marlon Díaz,
Franklin Corozo,
David Vilela,
Washington Sigüenza,
Jaime Caicedo,
Giancarlos Ramos,
Luis Moreira,
Luis Arango,
Juan Carlos Jaramillo,
Christian Peralta.
Técnico: Rodolfo Motta.

### «2008» «Copa AsoGuayas»
El Club Sport Emelec se coronó campeón del torneo Asoguayas, que es un torneo de corto tiempo creado por la Federación del Guayas y que se lo jugó enteramente en la cancha sintética ubicada detrás del estadio Alberto Spencer. En dicho torneo participaron equipos como: Barcelona, Emelec, Academia Alfaro Moreno (hoy Toreros F.C. —Filial de Barcelona S.C.—), Panamá, Liceo Cristiano, Fedeguayas, 9 de Octubre, Patria, entre otros. Los clubes del astillero participaron en este certamen con jugadores juveniles o suplentes del primer plantel, en uno que otro partido se reforzaban. Entrando en la final disputada el día sábado pasado, Emelec enfrentó al Rocafuerte; el resultado fue 4-0 a favor de los eléctricos. El compromiso se terminó 20 minutos antes porque Rocafuerte tuvo varios expulsados y ya no pudo continuar por no tener el mínimo de jugadores permitidos en cancha. Los goles azules los marcaron: Marcos Caicedo en dos ocasiones, Silvano Stacio y Jhonathan Awer. Para este encuentro Emelec contó con dos refuerzos como Marcelo Elizaga y Silvano Stacio.
El equipo alterno del C.S. Emelec derrotó por 4-0 a Rocafuerte F.C. en la final de la Copa Asoguayas jugada en la cancha sintética de Fedenador, quedándose de esta manera con el título de la tercera edición de la Copa Asoguayas. Emelec llegó a esta final al haber ganado el Grupo A, donde tuvo tres victorias: contra 9 de Octubre (4-1), Fedeguayas (3-0), Academia Alfaro Moreno (hoy Toreros F.C. —Filial de Barcelona S.C.—) (2-1), y únicamente fue derrotado por River Ecuador (2-1). Mientras Rocafuerte ganó el Grupo B, que también conformaban Barcelona S.C., Liceo Cristiano, Patria, Panamá. Emelec alineó con: Elizaga en el arco; en la defensa: Estacio (capitán), Troya, Morante, Arboleda; en el medio: Saona, Cortez, Merino, M. Caicedo; en la delantera estaban: J. Oliveira y J. Zambrano.
Emelec comenzó muy agresivo, buscando ponerse lo más rápido posible en ventaja. Lo logró cuando Estacio mandó un pase cruzado a Marcos Caicedo, quien desde un costado remató al palo que cubría el arquero y marcaba el 1-0. Pocos minutos después Marcos Caicedo desbordó por la izquierda. mandó un centro por bajo que recibió Estacio y marcaba el 2-0. Luego Troya cometía una falta a un jugador de Rocafuerte, el jugador de Rocafuerte reaccionaba con una patada al estómago de Troya, lo cual permitió que el árbitro lo expulsara del partido. Finalizaba el primer tiempo con una clara ventaja eléctrica.
Inició el segundo tiempo, Rocafuerte fue en busca del descuento, sin importarle descubrirse atrás. Una jugada por la izquierda del área permitió que un jugador de Rocafuerte reciba una falta que provocaba un penal; era la oportunidad de descontar para Rocafuerte, pero seguramente se puso nervioso el jugador de Rocafuerte, ya que toda la tribuna gritaba: "Marcelo, Marcelo, Marcelo", en señal de aliento al arquero, ejecutaba el penal y Elizaga se lucía al atajar el penal.
Anímicamente Rocafuerte se vino abajo, y Emelec inició un constante ataque. Minutos después una individualidad de Marcos Caicedo permitió que Emelec marque el lapidario 3-0. Ingresó en Emelec el joven volante Luis León, quien en la primera bola que tocó comenzó a eludir a toda la defensa de Rocafuerte, remató fuera del área y marcó el definitivo 4-0. Luego fueron expulsados Jonathan Troya y un delantero de Rocafuerte por agredirse mutuamente. Finalizaba el partido, Emelec ganaba 4-0, era campeón de la tercera edición de la Copa Asoguayas, y de la primera que Emelec juega. La copa fue recibida y levantada por el capitán de Emelec, Silvano Estacio.

## Década del 2010 «1° Tricampeonato Nacional»
Llegó el inicio de la Segunda Década del presente siglo XXI, En el año 2010, Los ‘eléctricos’ volvieron a disputar una final con LDU (Q). En Casa Blanca ganaron 2-0 los ‘albos’, mientras que el ‘Ballet’ se impuso 1-0 en el Capwell. Emelec tuvo como destacados a los arqueros argentino-ecuatorianos Marcelo Elizaga y Javier Klimowicz, el uruguayo-ecuatoriano Marcelo Fleitas, el paraguayo Fernando Giménez, como los destacados, ya que fue un año de malas contrataciones foráneas. Tuvo como base nacional a Mariano Mina, Eduardo Morante, Gabriel Achillier, Pedro Quiñónez, David Quiroz, Joao Rojas, Jaime Ayoví Corozo (el goleador del torneo) además de los jóvenes Marco Caicedo, Fernando Gaibor.
Ganó el primer semestre del Campeonato Ecuatoriano de Fútbol 2010, y al finalizar el año fue el equipo que más puntos hizo durante todo el campeonato, al igual que al año anterior, pero nuevamente por la modalidad del campeonato no consiguió el título; esta vez fue Subcampeón. En el Campeonato Ecuatoriano de Fútbol 2011, al igual que los dos campeonatos anteriores ganó la primera etapa del torneo, y al finalizar la temporada se ubicó Subcampeón, posición que repitió el 2012.
Emelec viene siendo protagonista del campeonato ecuatoriano desde 2009, cuando consiguió el tercer lugar pese a ser el equipo con mayor puntaje en la tabla acumulada y a tener la mayor diferencia de goles. En 2010 fue vicecampeón nacional, conducido por el argentino Jorge Sampaoli, y volvió a encabezar la tabla acumulada del certamen. En 2011 y 2012 repitió el subtítulo y en 2013 se engarzó la primera diadema nacional de este brillante ciclo.
En la definición final del campeonato nacionalde del 2011, en ambos cotejos el D. Quito superó 1-0 a Emelec. Figuras de la campaña, en el inicio, el arquero argentino-ecuatoriano Javier Klimowicz hasta su lesión, luego actuó Wilmer Zumba. También sobresalieron el paraguayo Fernando Giménez y el uruguayo-ecuatoriano Marcelo Fleitas, quien terminó como DT.
En la Copa Libertadores 2012 clasificó hasta octavos, consiguiendo en la fase de grupos resultados históricos para un club de Ecuador, como vencer al brasileño Flamengo de Ronaldinho, y a Olimpia en Paraguay. En la Copa Libertadores 2013 nuevamente llegó hasta octavos de final, en este torneo consiguió el hecho histórico de vencer a los entonces actuales campeones de Uruguay, Argentina y Brasil (Peñarol, Vélez y Fluminense).
En el Campeonato Ecuatoriano de Fútbol 2013 logró establecer un nuevo récord de victorias consecutivas en el arranque de un torneo (invicto de 8 victorias seguidas desde la apertura del torneo hasta 30 de marzo del 2013), coronando el año con un empate de 0-0 contra Manta, ganando así las dos etapas y obteniendo el tan anhelado campeonato número once después de diez años sin títulos. Emelec dio la vuelta olímpica en su estadio luego de vencer 3-1 a Deportivo Quevedo.
En el Campeonato Ecuatoriano de Fútbol 2014, Emelec ganó la primera etapa, que lo clasifica a la final del certamen. La seguidilla de partidos por su participación en Copa Sudamericana, le costó la segunda etapa, por lo que no puede coronarse campeón de forma directa. En la final del torneo tuvo que enfrentar a su clásico rival, Barcelona Sporting Club, imponiéndose categóricamente con un marcador global de 4-1 (1-1 Ida y 3-0 Vuelta) por lo que gana su décimo segundo título y asegura su participación en la Copa Libertadores 2015 y Copa Sudamericana 2015.

### «2010» «Copa del Pacífico»
Emelec ha sido el equipo con mejor participación en la historia de este torneo, al ser finalista en todas sus ediciones, consiguiendo así campeonatos y subcampeonatos. La Copa del Pacífico 2010 fue un torneo internacional de fútbol de carácter no oficial, disputado en el estadio George Capwell de Guayaquil. La primera fase de semifinales se la disputó el 19 de enero y la final el 21 del mismo mes. Los equipos participantes fueron: Club Sport Emelec, Corporación Deportiva Independiente Medellín, Barcelona Sporting Club, Racing Club de Montevideo. Se coronó campeón el Club Sport Emelec.
|  | Semifinales | Semifinales |   |           | Final     | Final |  |
|  |             |             |   |           |           |       |  |
|  |             |             |   |           |           |       |  |
|  |             |             |   |           |           |       |  |
|  | Emelec      | 0 (4)       |   |           |           |       |  |
|  | Racing      | 0 (2)       |   |           |           |       |  |
|  |             |             |   |           |           |       |  |
|  |             |             |   |           |           |       |  |
|  |             |             |   |           | Emelec    | 2     |  |
|  |             | DIM         | 1 |           |           |       |  |
|  |             |             |   |           |           |       |  |
|  |             |             |   |           |           |       |  |
|  |             |             |   |           | 3º puesto |       |  |
|  |             |             |   |           |           |       |  |
|  | Barcelona   | 2 (2)       |   | Barcelona | 2         |       |  |
|  | DIM         | 2 (4)       |   |           | Racing    | 0     |  |

### «2013»

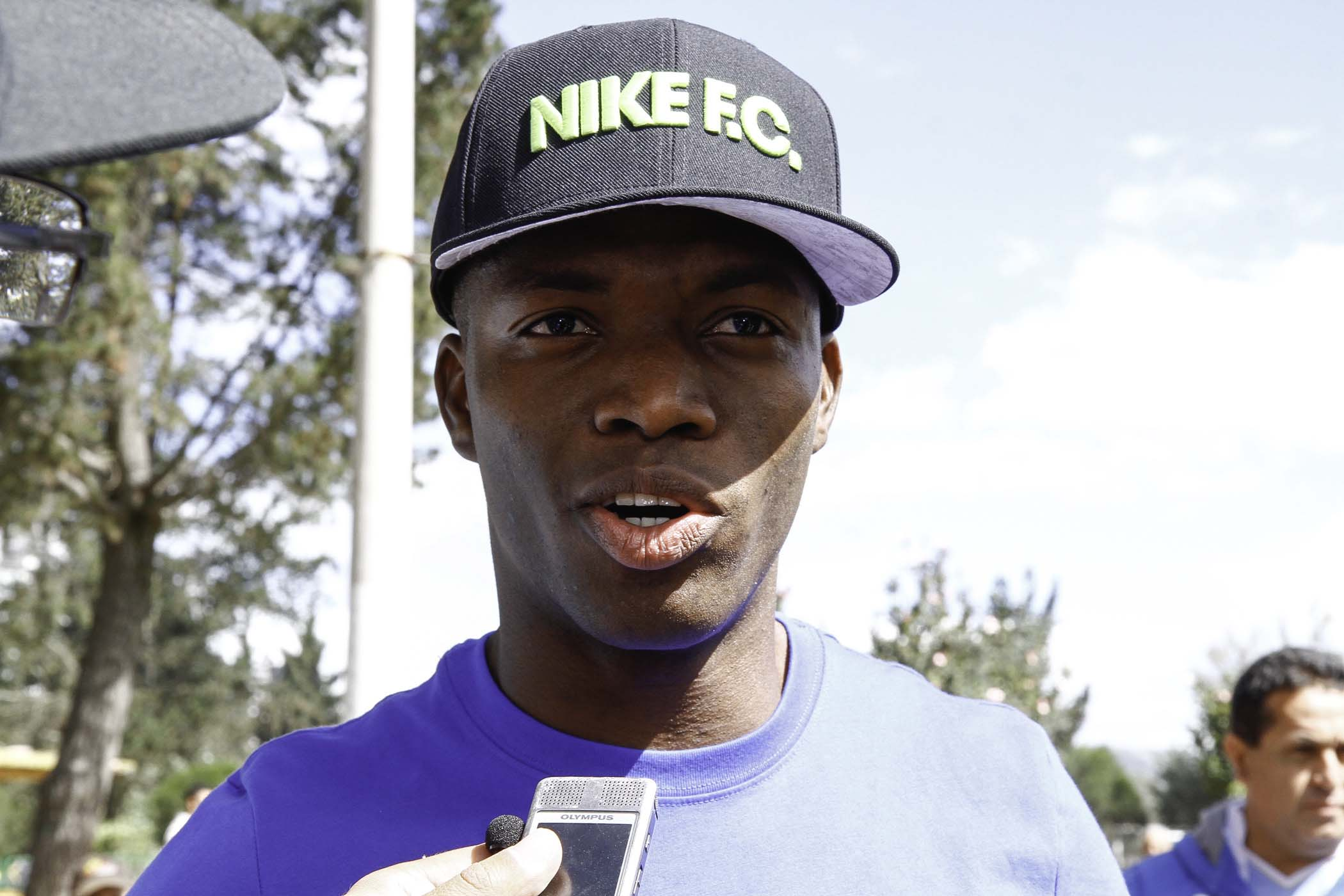
Enner Valencia, jugador destacado en el Título 2013.

Emelec Bicampeón 2013-2014.

Después de una larga sequía de casi once años sin títulos, Emelec volvió a quedar campeón, coronándose por undécima ocasión como el mejor del Ecuador, y de paso obteniendo el récord de ganar campeonatos en todas las décadas del fútbol ecuatoriano. Emelec se consagró campeón de forma directa, tras ganar ambas etapas del certamen. En la primera etapa sostuvo la punta durante las 22 fechas, y en la segunda etapa, obtuvo la punta a partir de la fecha 15. En vez de derrochar, el equipo continuó el proceso comenzado por el técnico Gustavo Quinteros a mediados de 2012, mantuvo la base de jugadores de los últimos 5 años y la reforzó, gracias a los esfuerzos de la directiva presidida por Nassib Neme Antón.
Después de una pretemporada rigurosa en Argentina (inédita para el ámbito local) y solo sumando pocos pero claves refuerzos gracias a tener un gran plantel base, Emelec comenzó con una racha ganadora récord de 8 partidos consecutivos en la primera etapa; luego de la cual perdiendo algunos partidos igualmente consiguió ganarla sin perder el liderato a lo largo del semestre. Emelec siguió siendo regular y casi siempre líder en la segunda etapa, y con un excelente cierre de 12 partidos invictos consiguió el campeonato empatando a ceros con el Manta FC en la ciudad de Portoviejo, donde ningún otro club había campeonado.
La premiación y vuelta olímpica se dieron en el estadio Capwell, al vencer en la última fecha por 3 goles a 1 al Deportivo Quevedo, desatando la euforia masiva de hinchas azules a lo largo del Ecuador y del mundo tras una temporada en que el equipo le ganó a todos los demás con un fútbol vertiginoso, de alta presión, mucha velocidad, toque y gol. Entres las actuaciones más destacadas del Bombillo en este año, se encuentran la categórica goleada de 7 por 0 a la Universidad Católica (en ese entonces, el puntero del Campeonato); el Clásico que ganó 2 por 0 a Barcelona, después de tres años, con goles del entonces debutante Denis Stracqualursi, y la victoria de visita ante El Nacional de 2 por 0, luego de 11 años sin ganarle a este Club de Visitante.
Emelec jugó 44 partidos, ganó 26, empató 10 y perdió 8. Anotó 67 goles y recibió 30. Obtuvo un puntaje acumulado de 88 puntos +37 de diferencia de goles, logrando tener una ventaja de 15 puntos sobre el subcampeón, Independiente del Valle que sumó 73 puntos y +22 de gol diferencia; y 20 puntos por encima de su acérrimo rival, Barcelona que sumó 68 puntos con gol diferencia de +11, hecho histórico en el balompié ecuatoriano.
Plantilla: 
Arqueros: Esteban Dreer, Javier Klimowicz, Cristian Arana y Wilmer Zumba. Defensas: Gabriel Achilier, Jhon Narváez, Cristian Nasuti, Óscar Bagüí, José Luis Quiñónez, Carlos Enrique Vera, Diego Corozo, Fulton Francis y Byron Mina Volantes: Enner Valencia, Pedro Quiñónez, Polo Wila, Fernando Gaibor, Fernando Giménez, Christian Alemán, Yorman Valencia, Eddy Corozo, Osbaldo Lastra, Robert Burbano, Ángel Mena y Miler Bolaños Delanteros: Denis Stracqualursi, Marlon de Jesús (goleador del equipo con 11 tantos), Vinicio Angulo, Marcos Caicedo, Marcos Mondaini Director Técnico: Gustavo Quinteros

### «2014» 3° Bicampeonato Nacional

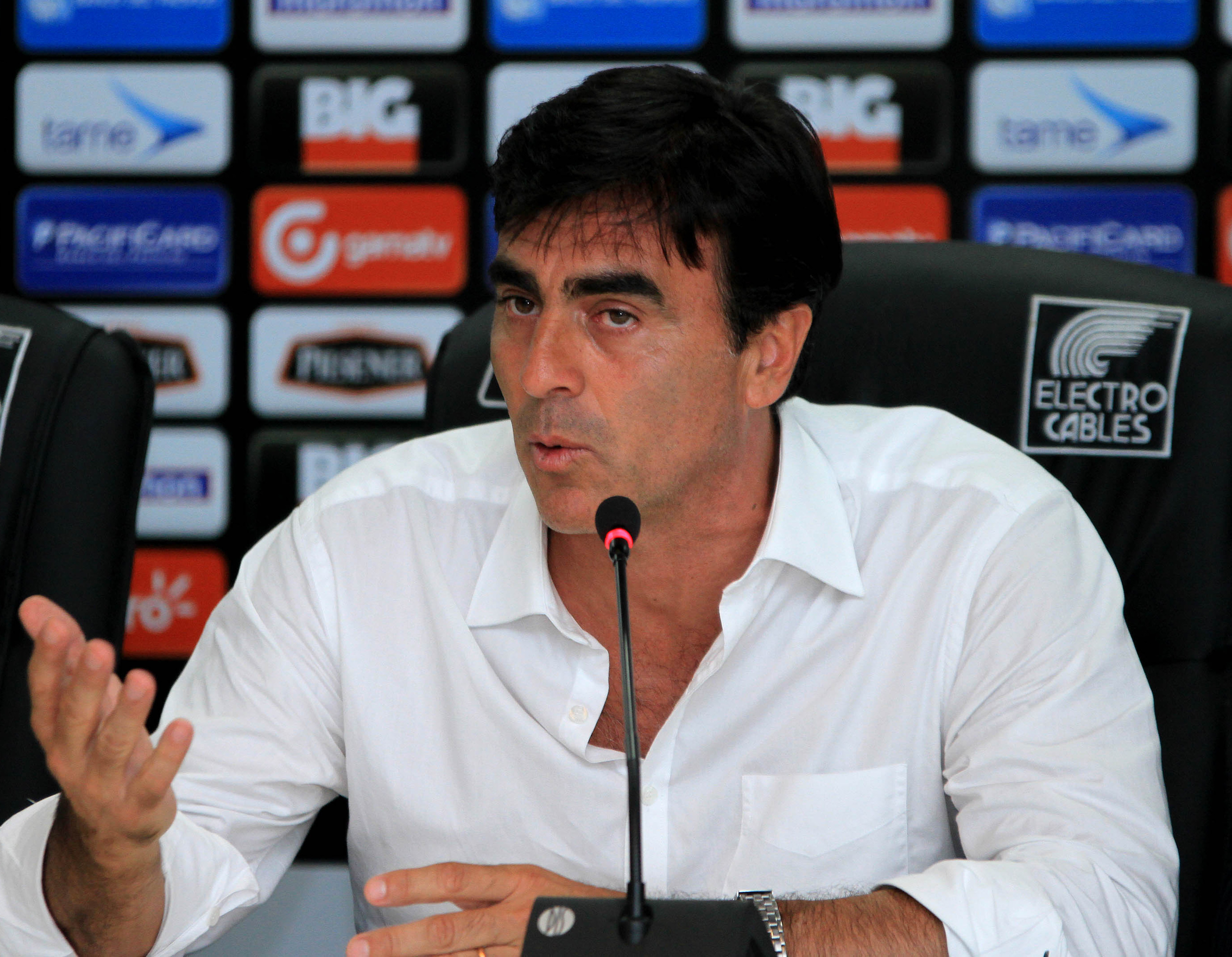
Gustavo Quinteros. Primer Técnico Bicampeón con Emelec.

Tras superar a Barcelona S.C en la final con un global de 4-1 (1-1 en la ida en el Monumental y 3-0 en la vuelta en el Capwell), alcanza el título de Bicampeón por cuarta vez en su historia, respetando su tradición de fútbol de muchas variantes, siempre al ataque, alta presión y mucho gol; continuando el proceso de los años anteriores, bajo la dirección técnica de Gustavo Quinteros y la dirigencia de Nassib Neme Antón.
El camino al título comenzó en la primera etapa, cuando los azules enfrentaron al Mushuc Runa, imponiéndose 1 a 0 con gol de Denis Stracqualursi. El Bombillo ganó 7 partidos consecutivos, logrando un gran comienzo en el campeonato. Finalizando la etapa, los eléctricos tuvieron un partido clave ante el Deportivo Quito, que terminó a favor de los azules con un marcador de 2-0, resultado que los convirtió en los ganadores de la Primera Etapa.
En la segunda etapa, Emelec comenzó con un empate ante el Olmedo de Riobamba en condición de visitante por 1-1. De igual manera, disputaba la Copa Sudamericana, torneo en el que llegó hasta Cuartos de final, enfrentándose a Sao Paulo de Brasil; superando a rivales como Águilas Doradas de Colombia, River Plate de Uruguay y Goiás de Brasil. Sin embargo, el conjunto Millonario no ganó este torneo, ni evitó la final del Campeonato Nacional, ganando la Segunda Etapa ante el Barcelona. Fue la segunda vez que se enfrentaban en una final de campeonato, por cuanto ya se habían enfrentado en una final anteriormente por campeonato provincial del guayas en el año 1964 la cual ganó Emelec y hasta ahora era la primera vez que ambos equipos se enfrenten en una final por Campeonato Nacional, hecho que captó en su totalidad la atención del pueblo ecuatoriano. La hinchada de ambos equipos y la prensa deportiva nombraron esta final como La Final del Siglo, otros La Final Histórica.[cita requerida]
Las Finales del Campeonato Ecuatoriano de Fútbol 2014 se disputaron el 17 y 21 de diciembre. La final de ida, el 17 de diciembre en el Estadio Monumental Banco del Pichincha, terminó empatada 1-1 con goles de Ángel Mena para los azules a los 19 minutos, y de Ismael Blanco para los amarillos, al minuto 88. La final de vuelta se jugó el Domingo 21 de diciembre, en el Estadio Banco del Pacífico ganando por goleada el equipo eléctrico 3-0, con gol de Ángel Mena a los 20 minutos y doblete de Miler Bolaños en los minutos 80 y 86. Emelec con el global (4-1) venció a los amarillos.
Jugó un total de 46 partidos, ganó 28, empató 8 y perdió 10. Anotó 79 goles y recibió 37. En el puntaje acumulado, Emelec logró 88 puntos con una diferencia de goles de +39 (Sin contar los 4 puntos +3 de gol diferencia que sumó en la final), quedando en Primer lugar en la Tabla Acumulada con solo 2 puntos de diferencia ante el Segundo lugar Independiente del Valle y 5 puntos de diferencia ante el Barcelona, en tercer lugar.

#### «Final del Campeonato Nacional de Fútbol 2014»
Por primera ocasión en toda la historia del Campeonato Ecuatoriano de Fútbol, se generó el choque de los dos equipos más grandes de Ecuador, Club Sport Emelec y Barcelona Sporting Club. Este hecho generó mucha expectativa por parte de la prensa, e hinchadas. Emelec venía de hacer una buena campaña en Copa Sudamericana, y Barcelona tuvo una gran Segunda Etapa en el torneo local. La final de ida fue el miércoles 17 de diciembre, el resultado fue 1-1 con goles de Ángel Mena e Ismael Blanco. Con un doblete de Miler Bolaños y Ángel Mena, Emelec se coronó como el monarca del Campeonato Ecuatoriano de Fútbol 2014, venciendo 3-0 en la final de vuelta. Con un marcador global de 4-1 derrotando a Barcelona en el Clásico del Astillero. El cuadro eléctrico se suma a los elencos a nivel internacional que han alcanzado tres veces el bicampeonato en un torneo nacional.
| 17 de diciembre de 2014, 20:00 | Barcelona S.C.    | 1:1 (0:1) | C.S. Emelec    | Estadio Monumental Banco Pichincha, Guayaquil          |                                                        |
|                                | Ismael Blanco 88' | Reporte   | Ángel Mena 20' | Asistencia: 63.686 espectadores Árbitro(s): Omar Ponce | Asistencia: 63.686 espectadores Árbitro(s): Omar Ponce |

| 21 de diciembre de 2014, 16:30 | C.S. Emelec                            | 3:0 (1:0) | Barcelona S.C. | Estadio Banco del Pacífico, Guayaquil                   |                                                         |
|                                | Ángel Mena 20' · Miler Bolaños 80' 86' | Reporte   |                | Asistencia: 24.733 espectadores Árbitro(s): Carlos Vera | Asistencia: 24.733 espectadores Árbitro(s): Carlos Vera |

- Emelec se coronó campeón al ganar las finales 4 - 1 en el marcador global.

Plantilla: 
Arqueros: Esteban Dreer, Javier Klimowicz y Cristian Arana Defensas: Gabriel Achilier, Jhon Narváez, Óscar Bagüí, José Luis Quiñónez, Jorge Guagua, Jordan Jaime Plata y Byron Mina Volantes: Pedro Quiñónez, Fernando Gaibor, Fernando Giménez, Christian Alemán, Yorman Valencia, Osbaldo Lastra, David Noboa, Robert Burbano, Mauro Fernández, Ángel Mena y Miler Bolaños (goleador del equipo con 19 tantos) Delanteros: Denis Stracqualursi, Emanuel Herrera, Marcos Caicedo, Marcos Mondaini, Javier Charcopa y Luis Miguel Escalada Director Técnico: Gustavo Quinteros

### «2015» «Tricampeonato»

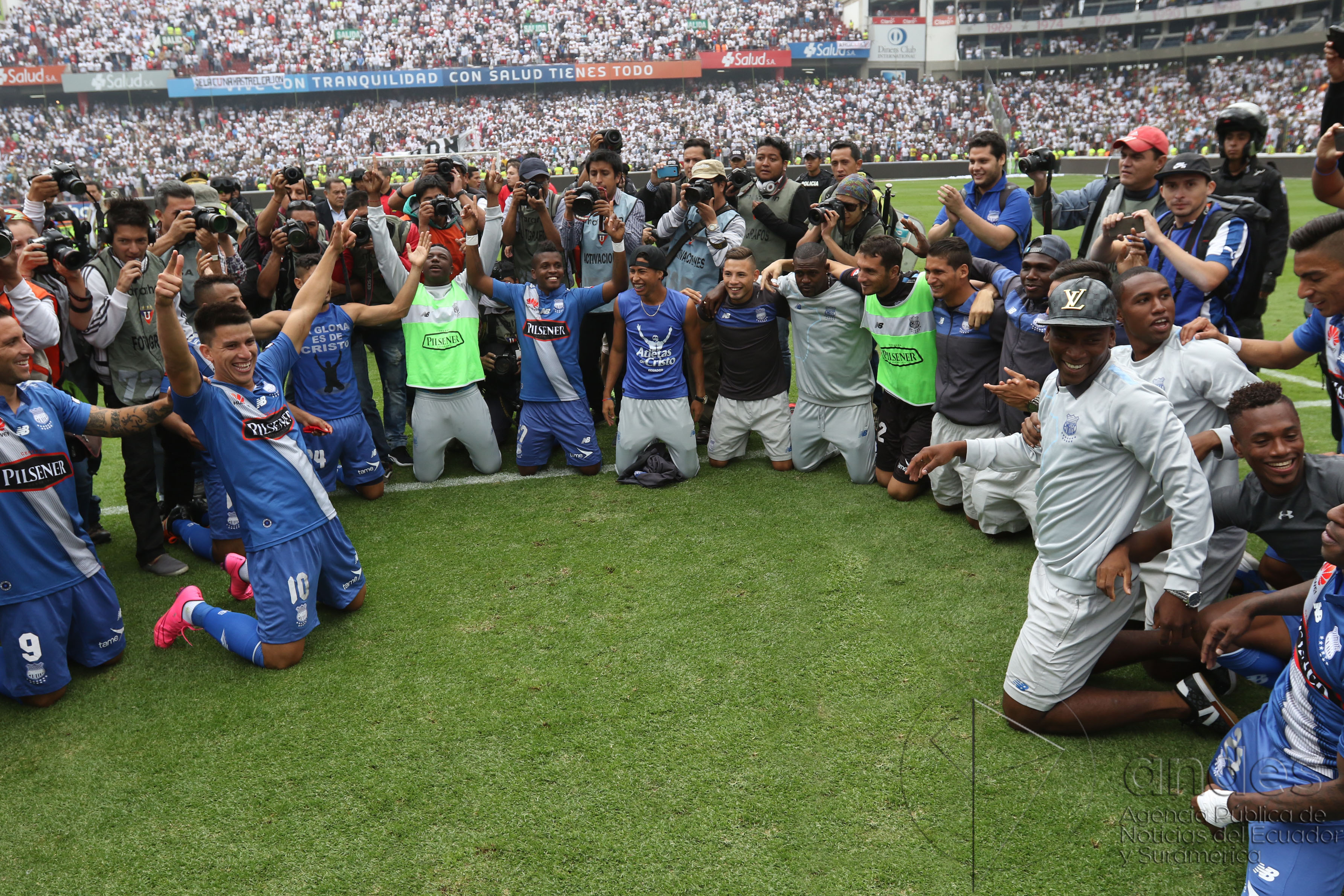
Emelec coronándose como Tricampeón el 2015.

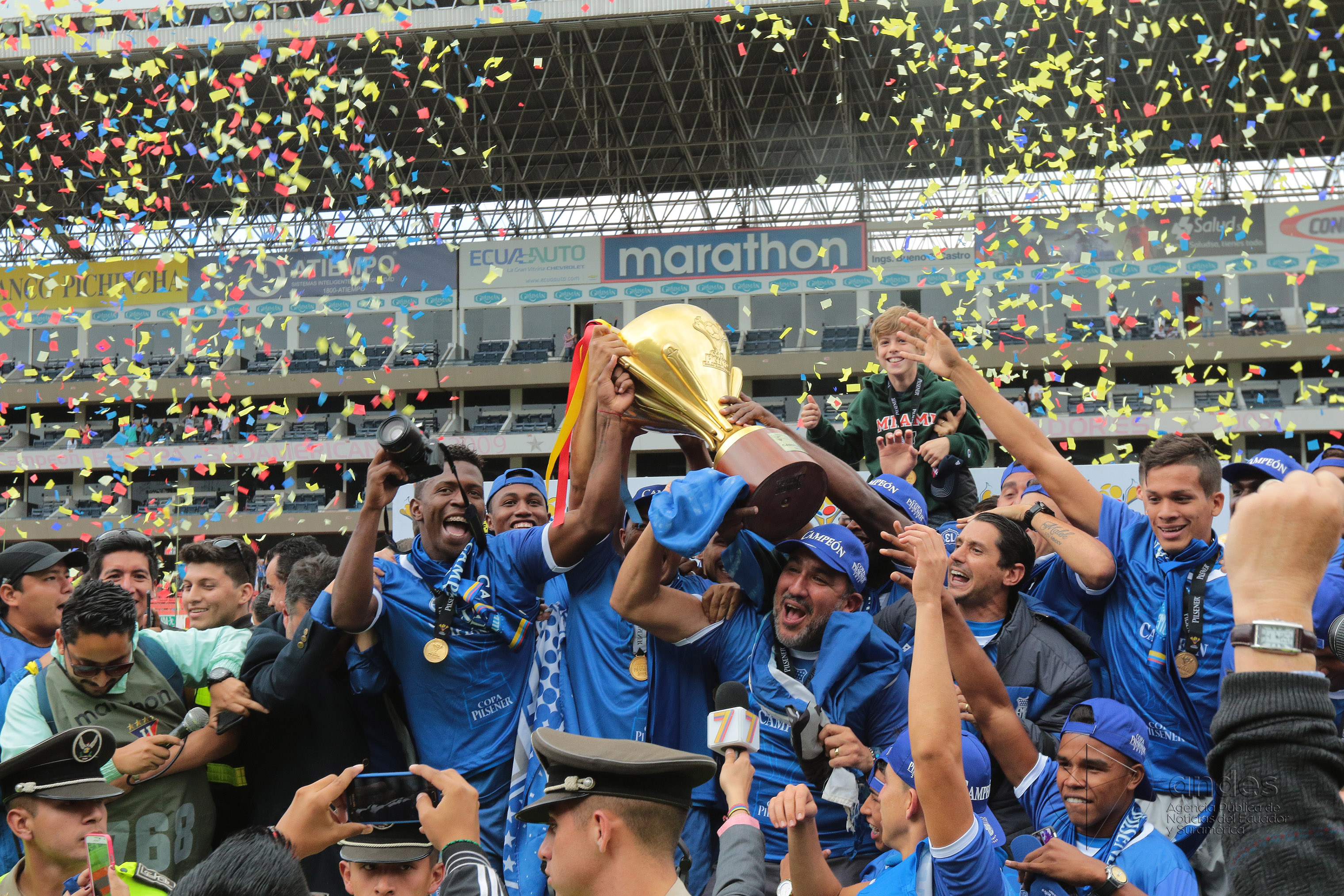
Emelec alzando el Trofeo de Campeón 2015.

Tras superar a Liga de Quito en la final con un global de 3-1 (3-1 en la ida en el estadio Jocay de Manta y 0-0 en la vuelta en el estadio Casa Blanca), alcanza el título de tricampeón por primera vez en su historia, respetando su tradición de fútbol de muchas variantes, siempre al ataque, alta presión y mucho gol; continuando el proceso de los años anteriores, bajo la dirección técnica de Omar de Felippe y la dirigencia de Nassib Neme Antón. El Emelec se proclamó campeón por decimotercera vez y de tal manera consiguió su primer Tricampeonato en su historia, esto tras haber ganado la segunda etapa y por ende haber clasificado a la final en la que rivalizó con Liga de Quito que ya había ganado la primera etapa. La final la ganó por un marcador global de 3 a 1, alzando la copa en el estadio Casa Blanca.
La final 2015 del Campeonato Ecuatoriano de Fútbol 2015 definió al campeón del torneo. Los partidos se los disputaron el 16 de diciembre la ida y el 20 de diciembre la vuelta y participaron Liga de Quito como ganador de la Primera etapa y el C.S. Emelec como ganador de la Segunda etapa. La final la disputaron los dos equipos más regulares de toda la temporada, durante las dos etapas, albos y eléctricos siempre estuvieron peleando los primeros lugares, los dos equipos llegaron con claras posibilidades de ganar ambas etapas hasta la última fecha de cada una ganándola el equipo que llegaba con la ventaja de depender de sí mismo. La regularidad de estos equipos también se demostró en la tabla acumulada, la Liga de Quito terminó por encima del Emelec por un punto de diferencia, lo que le permitió a Liga Deportiva Universitaria terminar de local en el partido de vuelta.
Fue la tercera final que gana el equipo guayaquileño en finales de campeonato, la primera que le gana a LDU, la segunda que gana fuera de Guayaquil y la primera vez que un equipo visitante celebra un título en la cancha de Liga en Quito. El estadio Casa Blanca un templo futbolero sin profanar donde exclusivamente Liga de Quito daba vueltas olímpicas. Ningún equipo ecuatoriano, ni extranjero había levantado un trofeo en el estadio Casa Blanca. Emelec deshizo en 2015 esa tradición. Con su vuelta olímpica pintó de azul la Casa Blanca, donde futbolistas y cuerpo técnico universitario decidieron no salir a recibir sus medallas de subcampeones. Este es considerado un logro extraordinario que consagra al Club en la mejor época de su historia.
El éxito de Emelec y la consecución de su decimotercer título consistió en mantener una base de jugadores nacionales en las últimas cuatro temporadas. La mayoría de ellos acumularon ayer 3 títulos de forma consecutiva. Nassib Neme, presidente del club, es el gran artífice del éxito deportivo del equipo ‘eléctrico’. A más de ‘diseñar’ la plantilla y administrar la institución de forma eficiente, Neme logró un equilibrio en todos los aspectos relacionados al club. Emelec no tiene deudas con su plantilla, ni mayores demandas en la Ecuafútbol. Esto ha permitido que el equipo principal se concentre netamente en la disputa de los diferentes torneos.
El Club Sport Emelec luego de ganar el Campeonato Ecuatoriano de Fútbol 2015, coronándose como Tricampeón al finalizar este 2015, el ranking Conmebol de Copa Libertadores coloca al Club Sport Emelec en el puesto 18. Para lanzar el ranking, la Conmebol ha tomado en cuenta para el puntaje, el performance de los últimos 10 años (2006 - 2015), el coeficiente histórico del equipo, y las veces en que ha sido campeón del torneo nacional, desde el 2006 hasta la fecha. Los Eléctricos tienen un performance de 2188 puntos, un coeficiente histórico de 458 puntos, y obtuvo 135 puntos como campeón local, ubicándose en el puesto °18 en América.
La buena campaña de Emelec en la temporada 2015, le permitió obtener buenos números en victorias, así lo reveló la Conmebol, quien hizo un recuento de la cantidad de partidos que se han ganado en los torneos alrededor de Sudamérica, lo cual coloca en lo alto de la tabla de la región, con 34 victorias al Club Sport Emelec, superando a grandes clubes de Sudamérica en la temporada 2015. Los ‘Millonarios’ superan a equipos como Guaraní, Atlético Nacional y Cerro Porteño, siendo el equipo que más encuentros terminó como vencedor en el 2015. La Federación Internacional de Historia y Estadística de Fútbol, (IFFHS) por sus siglas en inglés, ha publicado el ranking de clubes a nivel mundial en el año 2015, el cual es liderado por el F.C. Barcelona, en segundo lugar se encuentra la Juventus y tercero el Napoli. Emelec es el equipo ecuatoriano mejor situado en el ranking, ubicado en el puesto °21. El tricampeón ecuatoriano, además de ser el equipo de mejor posición de nuestro país, figura como el sexto mejor de Latinoamérica en este ranking.

#### «Final del Campeonato Nacional de Fútbol 2015»

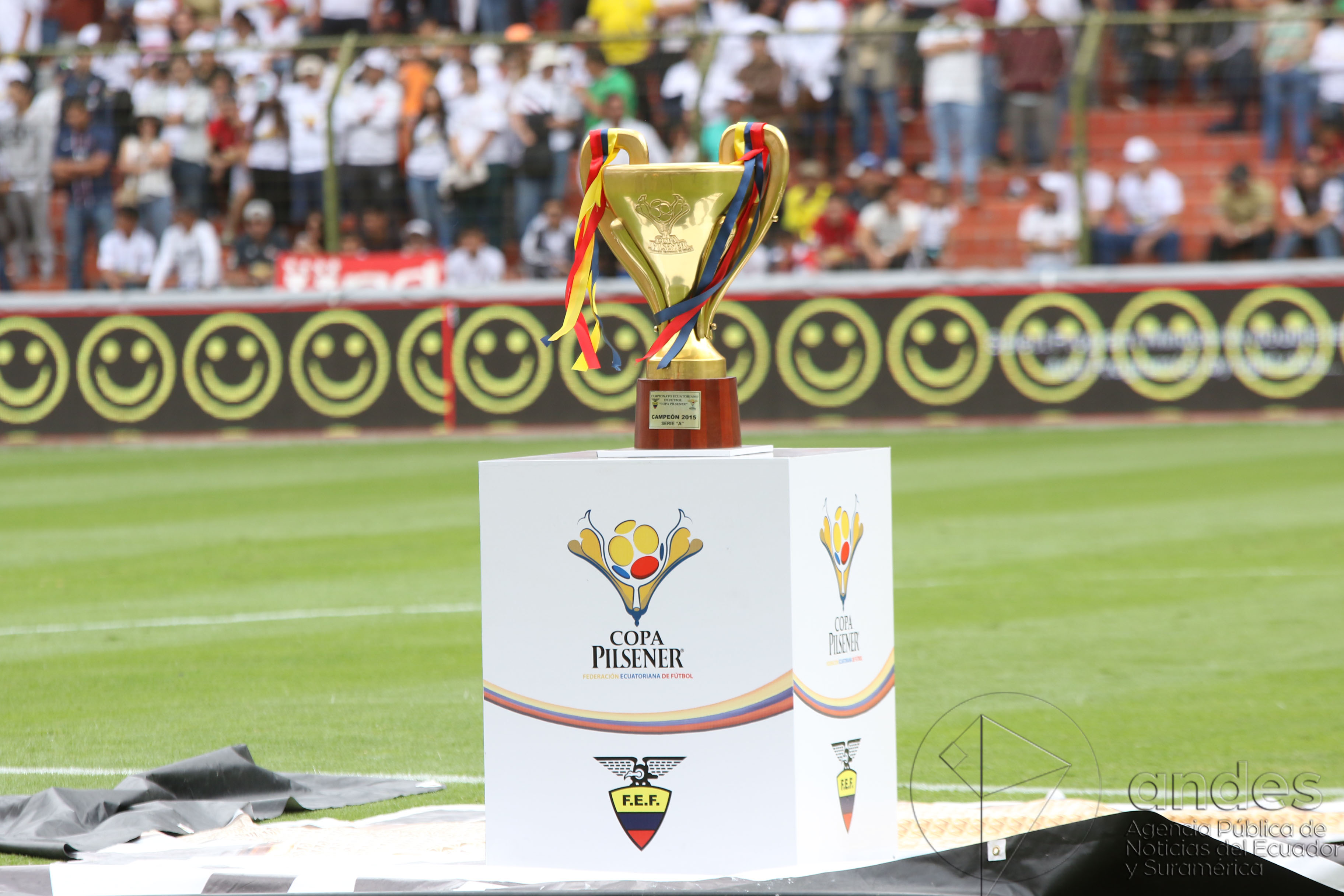
La copa del Campeón obtenida por Emelec en 2015.

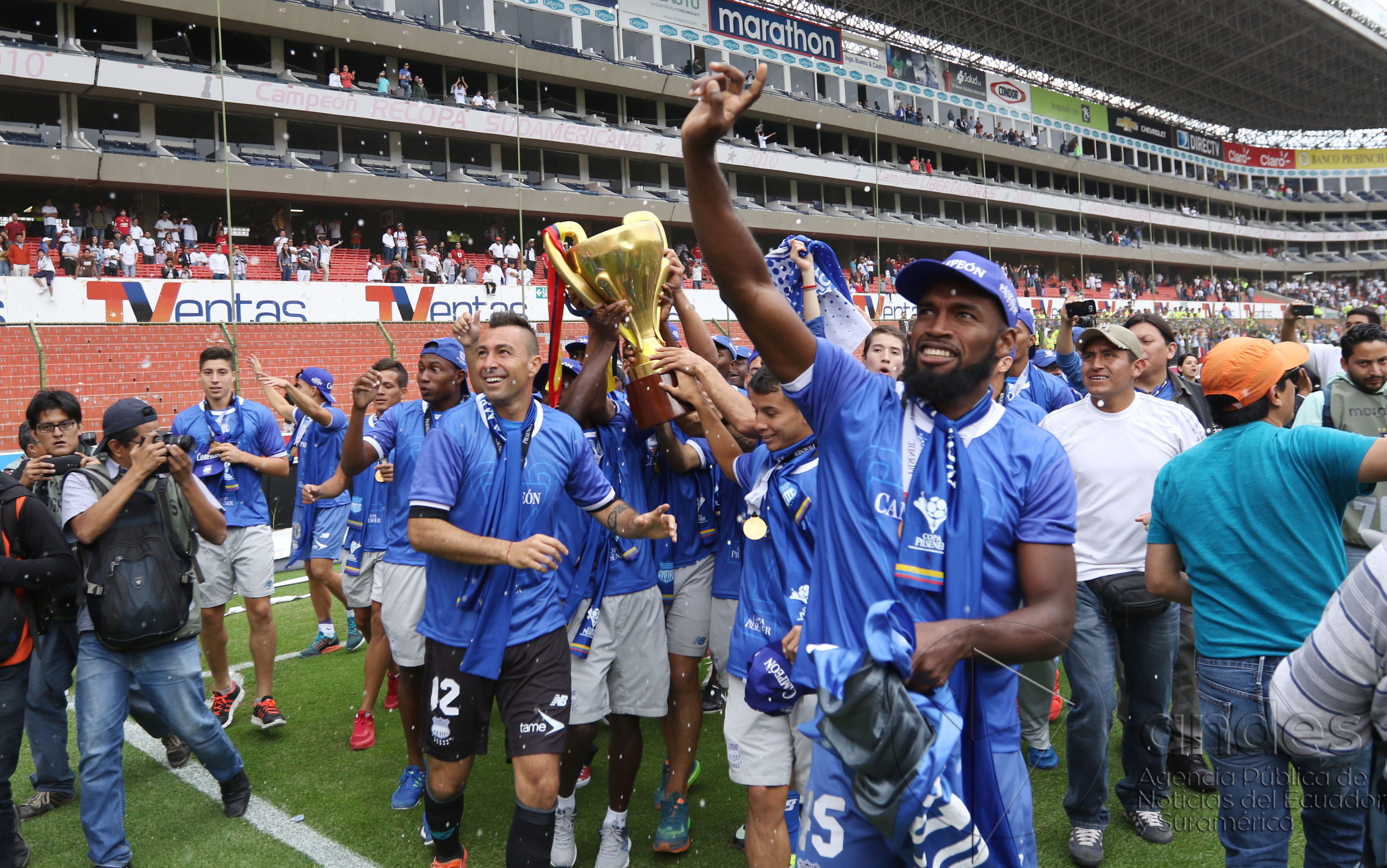
Emelec logró el histórico tricampeonato en Quito en la temporada 2015.

La tercera fue la vencida. Luego de perder dos finales ante Liga de Quito, Emelec venció a los capitalinos y dio la vuelta olímpica en el estadio Casa Blanca. Los azules se impusieron por el marcador global de 3-1 en las finales de ida y vuelta (los resultados fueron 3-1 y 0-0) ante el club universitario. Liga había ganado las dos anteriores . En 1998 la 'U' ganó por 7-1 (marcador global) al Bombillo y en 2010 lo superó por 2-1 (marcador global), y precisamente en el último choque los capitalinos dieron la vuelta olímpica en el estadio George Capwell. En la final de este campeonato, el cuadro eléctrico ratificó con su buen fútbol y orden táctico que fue el mejor equipo en las últimas tres temporadas. Fue campeón directo en 2013; venció a Barcelona en 2014; y superó a Liga en este año. Emelec sacó a relucir su experiencia y consiguió el primer tricampeonato en sus 86 años de vida institucional.
Una explosión azul se apoderó de Casa Blanca. Emelec, sin pasar mayores apuros, se consagró tricampeón del fútbol ecuatoriano tras empatar sin goles con Liga de Quito. La ventaja de 3-1 en la final de ida que alcanzó el club eléctrico, en Portoviejo, fue determinante para llegar al escenario de Ponciano coronarse como campeón presentando un planteamiento ordenado. Un total de 26 de triunfos, este número de veces festejó Emelec en el torneo local 2015. Empató 14 encuentros y perdió apenas 6. Anotó 86 goles y recibió 39. Acumuló 92 puntos en las dos etapas y las finales.
Omar De Felippe se convirtió en el séptimo técnico nacido en Argentina que logró dar una vuelta olímpica con el Club Sport Emelec. El gaucho que asumió la dirección técnica el 16 de marzo de este año tras la partida a la selección de Ecuador de su compatriota Gustavo Quinteros. Además, el equipo eléctrico logra su primer tricampeonato: 2013, 2014 y 2015 y se suma a El Nacional como los dos únicos equipos ecuatoriano en lograr tres títulos consecutivos.
El goleador del equipo de todo el año es Miler Bolaños con 25 goles que también es el líder de la tabla de goleo del torneo, marcó 10 goles en la primera y 15 en la segunda, el goleador de la final fue Mena con 2 tantos anotados en la final de ida. Los números de Emelec en la Primera etapa lo convirtieron en el equipo más goleador con 41 tantos, en la Segunda etapa volvió a ser el equipo con mayor efectividad en delantera junto con Liga marcando 42 goles y también fue el arco con menos goles recibidos 20 goles se encajaron en el arco eléctrico, en la tabla acumulada terminó segundo detrás de los albos confirmándose como el equipo más goleador del año con 83 goles. Durante la temporada solo perdió 6 partidos 3 en cada etapa, 3 de esas derrotas son frente a LDU.
| 16 de diciembre de 2015, 19:15 | C.S. Emelec              | 3:1 (1:0)                   | Liga de Quito | Estadio Reales Tamarindos, Portoviejo                       |                                                             |
|                                | Gaibor 7' · Mena 49' 66' | Ecuagol Reporte FEF Reporte | Cevallos 83'  | Asistencia: 14.023 espectadores Árbitro(s): Vinicio Espinel | Asistencia: 14.023 espectadores Árbitro(s): Vinicio Espinel |

| 20 de diciembre de 2015, 11:30 | Liga de Quito | 0:0                         | C.S. Emelec | Estadio Casa Blanca, Quito                                 |                                                            |
|                                |               | Ecuagol Reporte FEF Reporte |             | Asistencia: 26.045 espectadores Árbitro(s): Daniel Salazar | Asistencia: 26.045 espectadores Árbitro(s): Daniel Salazar |

- Club Sport Emelec se coronó campeón al ganar las finales 3 - 1 en el marcador global.

Plantilla: 
Arqueros: Esteban Dreer, Javier Klimowicz y Cristian Arana Defensas: Gabriel Achilier, Jhon Narváez, Fernando Pinillo, Óscar Bagüí, José Luis Quiñónez, Jorge Guagua, Jordan Jaime Plata y Byron Mina Volantes: Pedro Quiñónez, Henry León, Fernando Gaibor, Fernando Giménez, Osbaldo Lastra, Bryan Alexis Ruíz, Robert Burbano, Leonardo Rolón, Ángel Mena y Javier Charcopa  Delanteros: Miler Bolaños (goleador del equipo con 25 tantos), Emanuel Herrera, Bryan Angulo, Esteban De La Cruz, Marcos Mondaini y Luis Miguel Escalada Director Técnico: Omar De Felippe

### «2017»

#### «Final del Campeonato Nacional de Fútbol 2017»
Por primera ocasión en toda la historia del Campeonato Ecuatoriano de Fútbol, se generó el choque de los dos equipos, Club Sport Emelec y Delfín Sporting Club. Este hecho generó mucha expectativa por parte de las hinchadas. Delfín venía de hacer una buena campaña al convertir en un equipo revelación en una gran Primera Etapa en el torneo local al clasificar a la final y a la Copa Libertadores por primera vez, y Emelec tuvo una gran Segunda Etapa en el torneo local. La final de ida fue el miércoles 13 de diciembre, el resultado fue 4-2 con goles de Jorge Guagua, Fernando Gaibor, Ayrton Preciado y Angulo para los locales y un doblete de Luis Luna para los contrarios disputado en el restablecido Estadio George Capwell. La final de vuelta fue el domingo 17 de diciembre, con goles de Ayrton Preciado y Bryan Angulo, Emelec se coronó como el monarca del Campeonato Ecuatoriano de Fútbol 2017, venciendo 2-0 en la final de vuelta disputado en el Estadio Jocay de Manta. Con un marcador global de 6-2 derrotando a Delfín. El cuadro eléctrico obtuvo la estrella 14 estuvo a punto de igualar a Barcelona con 15 estrellas en los torneos nacionales.
| 13 de diciembre de 2017, 20:00 | C.S. Emelec                                        | 4:2 (2:0)                   | Delfín S.C.    | Estadio Banco del Pacífico, Guayaquil                      |                                                            |
|                                | Guagua 9' · Gaibor 41' · Preciado 70' · Angulo 78' | Ecuagol Reporte FEF Reporte | Luna 69' 90+3' | Asistencia: 34 819 espectadores Árbitro(s): Roddy Zambrano | Asistencia: 34 819 espectadores Árbitro(s): Roddy Zambrano |

| 17 de diciembre de 2017, 12:00 | Delfín S.C. | 0:2 (0:1)                   | C.S. Emelec               | Estadio Jocay, Manta                                   |                                                        |
|                                |             | Ecuagol Reporte FEF Reporte | Preciado 45' · Angulo 64' | Asistencia: 11 800 espectadores Árbitro(s): Omar Ponce | Asistencia: 11 800 espectadores Árbitro(s): Omar Ponce |

- Club Sport Emelec se coronó campeón al ganar las finales 6 - 2 en el marcador global.

Plantilla: 